# Concattedrale di San Bartolomeo (Lipari)
La basilica concattedrale di San Bartolomeo è il principale luogo di culto di Lipari, comune italiano della città metropolitana di Messina, concattedrale dell'arcidiocesi di Messina-Lipari-Santa Lucia del Mela. La chiesa sorge nel cuore della Cittadella e il prospetto principale si affaccia a nord-ovest sulla scalinata che conduce nella parte bassa della città ed è la più grande e antica delle chiese di Lipari. Appartenente all'arcidiocesi di Messina-Lipari-Santa Lucia del Mela, vicariato di Lipari sotto il patrocinio di San Bartolomeo, arcipretura di Lipari, parrocchia di San Bartolomeo. Antica diocesi di Lipari.

## Storia

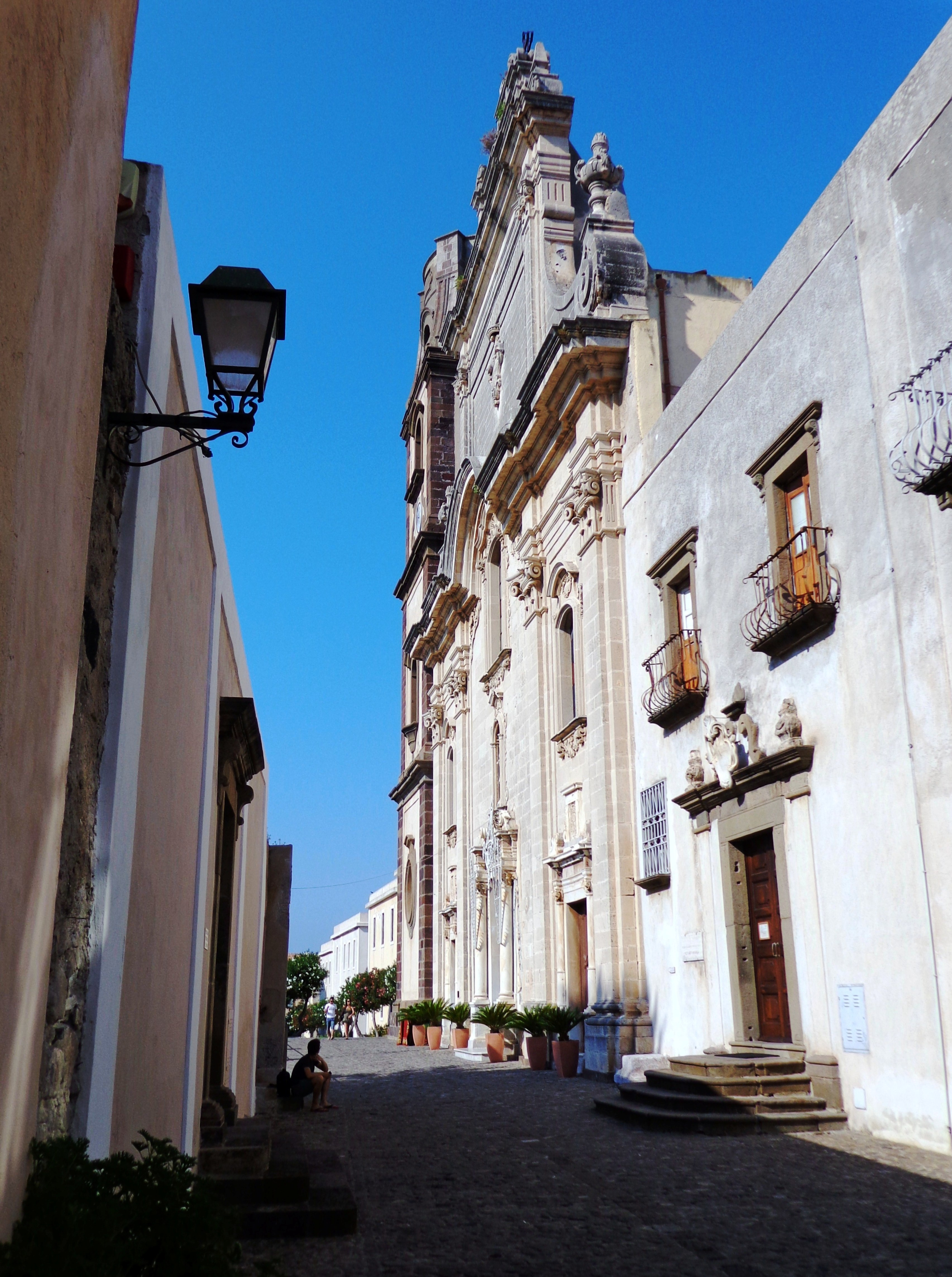
Facciata lato Sud.

Al di là delle scarse e scarne notizie sulle incursioni piratesche e sui fenomeni vulcanici le Eolie – soprattutto dal III al IX secolo d.C. – si impongono all’attenzione del mondo colto e devoto per le vicende del Cristianesimo legate soprattutto al culto di San Bartolomeo che fece per alcuni secoli di Lipari una delle più frequentate mete dei pellegrinaggi del Mediterraneo occidentale e forse una delle cause dell’aggressione dell’838 da parte dell’armata mussulmana capeggiata da Fadhl-ibn-Jàqub.

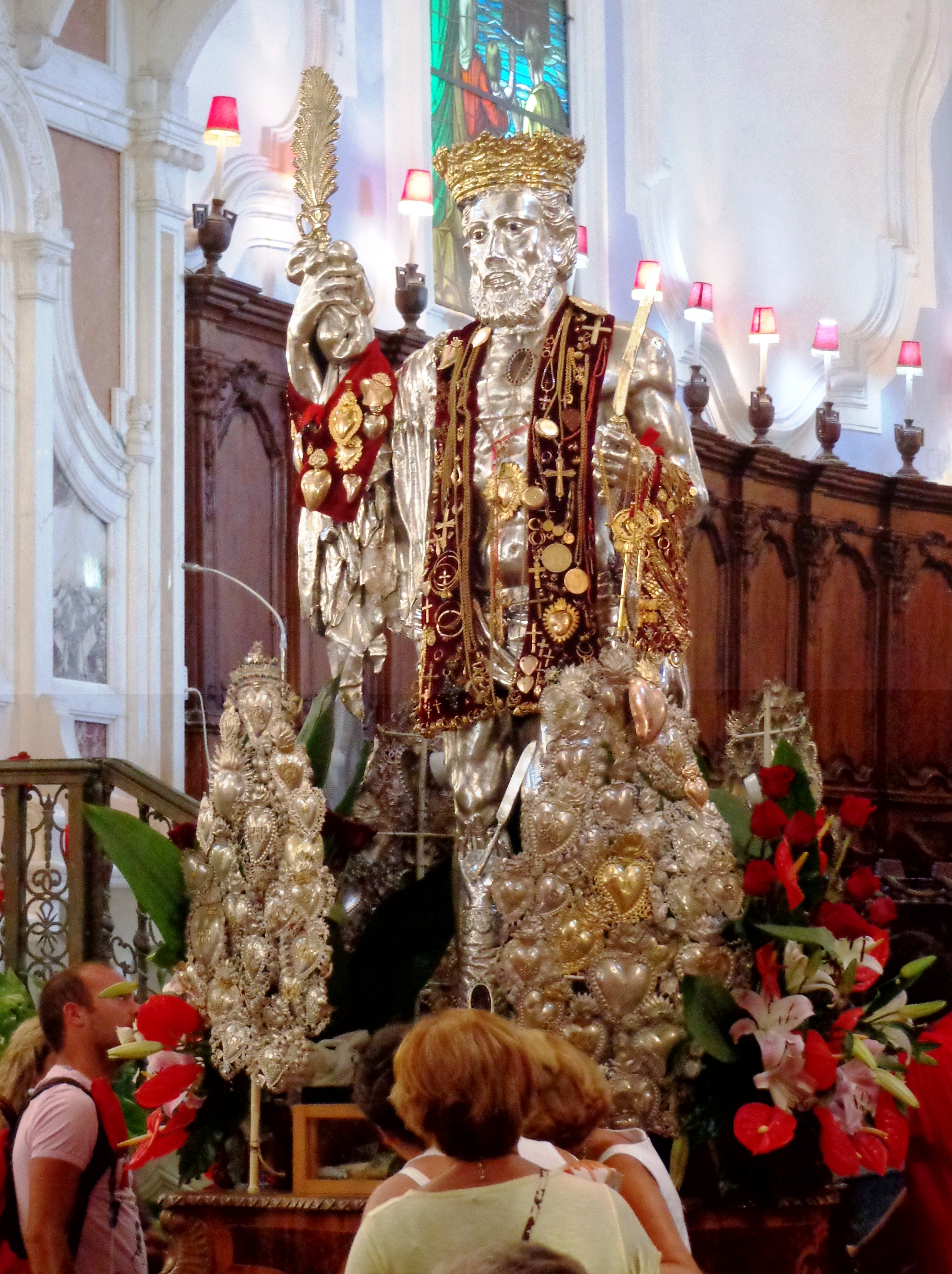
Statua argentea di San Bartolomeo.

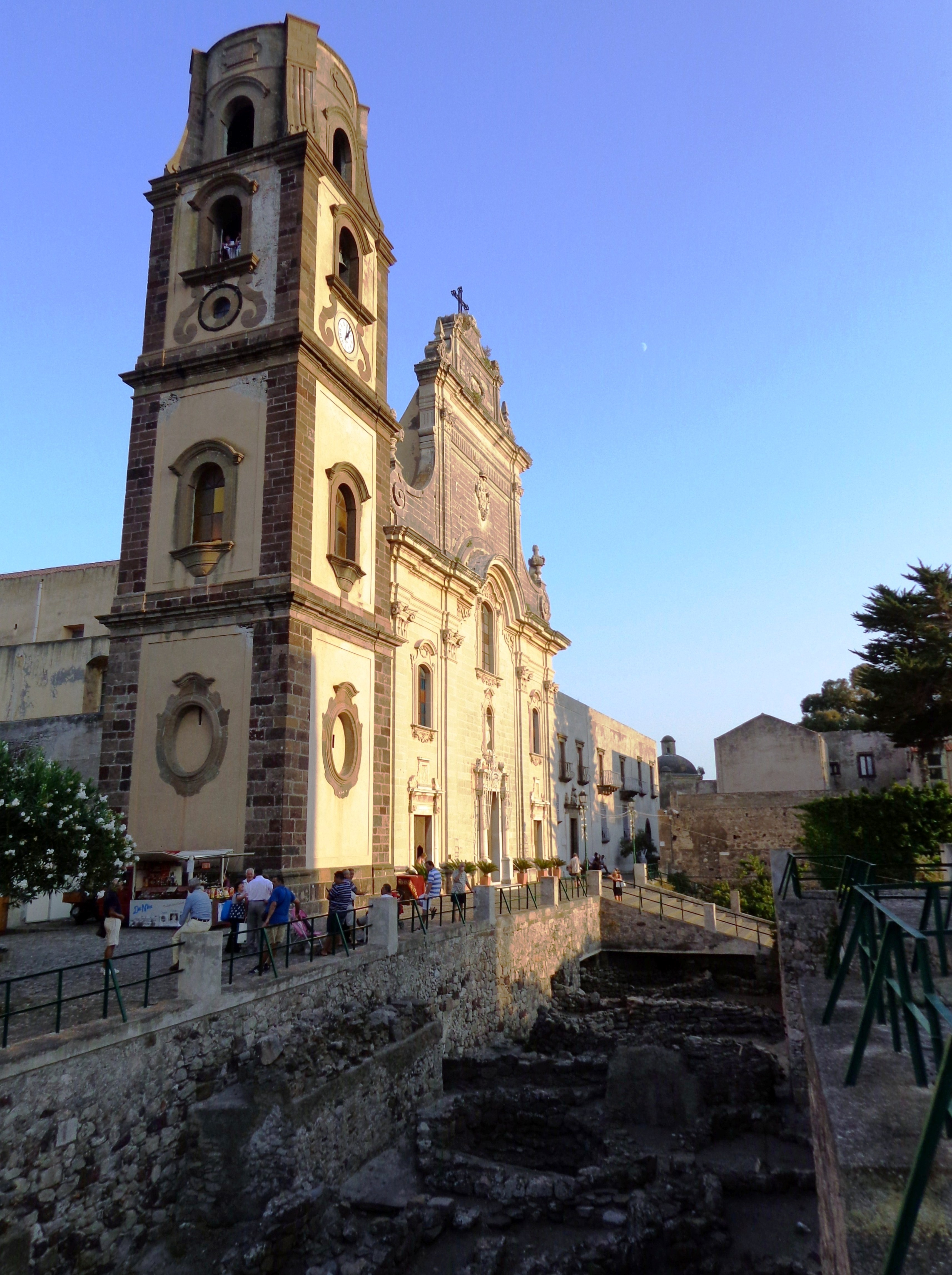
Facciata lato Nord.

San Bartolomeo era uno dei dodici apostoli di Cristo conosciuto anche nel Vangelo di Giovanni con il nome di Natanaele, nativo di Cana, che morì verso la metà del I secolo probabilmente in Siria. Il vero nome dell'apostolo è Natanaele. Il nome Bartolomeo deriva probabilmente dall'aramaico «bar», figlio e «talmai», agricoltore o ,secondo un’altra versione, “tholmai” colui che smuove le acque. Bartolomeo giunse a Cristo tramite l'apostolo Filippo. Dopo la resurrezione di Cristo, Bartolomeo fu predicatore itinerante (in Armenia, India e Mesopotamia). Divenne famoso per la sua facoltà di guarire i malati e gli ossessi e fu condannato ad essere scorticato vivo e poi crocefisso.
Forse la testimonianza più antica che parla dell’arrivo e della presenza a Lipari del corpo di San Bartolomeo è quella di San Gregorio di Tours, vescovo e storico, il quale tra il 572 e il 590 scrive:
«La storia del martirio di Bartolomeo narra che egli patì in India [ secondo altre versioni: in Asia]. Dopo lo spazio di molti anni dal suo martirio, essendo sopraggiunta una nuova persecuzione contro i Cristiani, e vedendo i pagani che tutto il popolo accorreva al suo sepolcro e a lui rivolgeva preghiere e offriva incensi, presi da odio, sottrassero il suo corpo e, e ponendolo in un sarcofago di piombo, tenuto a galla dalle acque che lo sostenevano, da quel luogo fu traslato ad un’isola che si chiama Lipari, e ne fu data notizia ai Cristiani perché lo raccogliessero: e raccoltolo e sepoltolo, su di questo edificarono una grande chiesa. In questa chiesa è ora invocato e manifesta di giovare a molte genti con le sue virtù e le sue grazie».
Tuttavia Teodoro il Lettore, storico bizantino, scrisse intorno al 530 che le reliquie di San Bartolomeo erano state inviate dall’imperatore d’Oriente Anastasio, forse nel 507, a Dara cittadella che egli aveva fortificata (informazione confermata da Procopio di Cesarea morto nel 565). Non è noto se a Dara e a Lipari si pensasse di avere l’intero corpo o solo una parte delle reliquie. Già nel VI secolo – praticamente negli stessi anni in cui cadeva Dara  (573) - con riferimenti a molti anni prima, veniva collegata Lipari al culto e al corpo di San Bartolomeo e che si comincia a sviluppare una tradizione che afferma: 1. che il corpo fu gettato in mare e tenuto a galla dalle acque che lo sostenevano; 2. che il corpo fu traslato all’isola di Lipari; 3. che fu data notizia ai cristiani perché lo accogliessero; 4. che il corpo fu accolto e sepolto e su di esso fu edificata una grande chiesa.
Un’altra testimonianza del legame fra San Bartolomeo e Lipari la fornisce san Teodoro Studita (759-826). Dopo la sua morte San Bartolomeo – racconta questo monaco bizantino – non si dimenticò dei suoi uccisori e fece numerosi miracoli e prodigi, ma proprio questo portò i suoi persecutori a infierire sul suo corpo. Presero l’arca miracolosa che conteneva il suo corpo e la gettarono in mare . Ma invece di affondare l’arca, per grazia divina, “parve avanzare attraverso i flutti” . L’arca fu trascinata dalle regioni dell’Armenia, con le arche di altri quattro martiri anch’esse gettate in mare, che precedettero ed in qualche modo scortarono l’Apostolo. Navigando queste arche giunsero “oltre la Sicilia, all’isola chiamata Lipari, per manifestarsi là grazie al ritrovamento da parte del vescovo del luogo, il santissimo Agatone”.
È come – esclama san Teodoro – «se l’isola dal nome appropriato abbia gridato con voci misteriose verso di lui che vi era pervenuto: "Vieni a me l’infelice, tesoro tre volte beato dello Spirito tutto santo, vieni a me la disprezzata, perla di immenso valore, vieni a me la postulante, o tu che da altri foste gettato via con suprema ingiustizia; stabilisci in me e molte dimore in me si costruiranno, sii mio patrono e sarò molto abitata; rendi celebre il tuo nome in me e da ogni parte si parlerà di me; mentre altri hanno respinto te portatore di luce, io che vivo nel buio mi protendo verso la tua luce; mentre gli altri si sono fatte beffe di te, nutrimento di parole viventi, io invece come una piccola cagna bramo di ricevere le briciole delle tue reliquie". Dopo di ciò l’Apostolo, lasciatosi dietro i martiri che gli avevano fatto scorta, uno in luogo, uno in un altro (…); lo stesso come un re che veniva accolto nella residenza del proprio riposo, si diresse laddove veniva invitato: fu accolto splendidamente con molta luminaria e con profumi e inni, mentre tutti gli abitanti del luogo gli vennero incontro con gioia. Successivamente l’arca non avanzò più; benché infatti alcuni la tirassero, essa divenne irremovibile. Al gaudio subentrò l’afflizione: il popolo fu impotente; ma venne escogitato un espediente. Vicino infatti è il Signore a quanti lo invocano. L’arca, trasportata su due caste vitelle fu deposta laddove la sua sacra abitazione sarebbe stata eretta in breve. Dopo le difficoltà, anche il miracolo fu straordinario. Poiché allora Vulcano, com’è chiamato, essendo adiacente all’isola, incombeva rovinoso sugli abitanti del circondario, fu allontanato durante le tenebre e in qualche modo fu bloccato a distanza, a sette stadi in direzione del mare, tanto che fino ad oggi è manifesta a quelli che guardano tale promontorio la collocazione del fuoco obbligato ad allontanarsi».
Questa versione aggiunge alcuni altri elementi alla tradizione: 1. l’arca con il corpo di San Bartolomeo non viaggia da sola per il Mediterraneo ma scortata da altre quattro arche di martiri che, arrivati in Sicilia, vengono distribuiti come patroni a diverse città del Meridione; 2. a Lipari c’è un vescovo che si chiama Agatone e che è ritenuto “santissimo”; 3. l’arca giunta in prossimità della riva non si riesce a trainare a terra qualunque sforzo si faccia. Si riesce solo con l’aiuto di due “vitelle caste”.
Una terza narrazione è quella di San Giuseppe l'Innografo (816-886). Anche se più succinta la testimonianza del monaco nato in Sicilia ma vissuto in Grecia, ripete la versione del santo, il cui corpo, gettato in mare dai «tiranni del luogo» nel suo viaggio attraverso il mare Pontico, l’Egeo e l’Adriatico, è accompagnato dai corpi di altri quattro martiri, “collocati due alla sua destra e due alla sua sinistra”, i quali però, una volta raggiunta la meta di Lipari, «si volsero a quei luoghi ai quali la divina provvidenza destinava ciascuno di loro».
«Fu una scoperta per colui che in quel tempo presiedeva alla chiesa di Lipari il fatto di ritrovare sulla spiaggia il grande Apostolo del Signore (era costui Agatone, ed era grande la sua fama presso di tutti). Egli accorse e vedendo il corpo che era stato gettato sulla terraferma, pieno di stupore e di gioia gridava : Benvenuto, o porto di salvezza per coloro che lottarono nel mare delle calamità, benvenuto o divino fiume del Paraclito, che sei inondato dalle sorgenti della verità e sfoci in mare tra onde di pietà (…) Colei che da povera è diventata ricca; infatti oggi ho ricevuto in dono un tesoro grandissimo. Io non apparirò manchevole di nulla, in confronto alla famosa Roma, che ha come suoi abitanti i beati Pietro e Paolo; ho infatti Bartolomeo come abitante. Voi tutte mie isole, rallegratevi con me oggi, voi tutte città, gioite con me per sempre. Presso di voi giacciono i corpi di molti santi, a me ne basterà uno al posto di tutti».
In questi testi mancano altri elementi, che pure fanno parte della tradizione, che il corpo di San Bartolomeo sarebbe giunto il 13 febbraio 264, nella piccola spiaggia di Portinenti, e che la sua bara sarebbe rimasta lì fino ai nostri giorni. Questi dati ulteriori fanno parte anch’essi di un'antica tradizione sebbene il primo documento a noi noto, che riporta gli estremi del giorno e del mese, sia – osserva Giuseppe Iacolino – del 1617 e si tratterebbe di un atto notarile di mons. Alfonso Vidal (1599-1617) del 9 giugno di quell’anno. mentre l’abate don Rocco Pirri, autore dell’opera "Sicilia Sacra" che fu a Lipari fra il 1627 e il 1644 scrive: «La divina bontà spinse le spoglie di Bartolomeo all’isola di Lipari, e precisamente in un luogo distante dalla città, dove è ancora visibile, sott’acqua, il sarcofago. Così mi raccontano i Liparesi i quali ciò avevano appreso da una tradizione giunta sino ai nostri tempi». Infine la più antica fonte letteraria che espressamente menziona la baia di Pertinenti è Pietro Campis nel suo "Disegno storico" che è del 1694.
Gli arabi, diverse volte assalirono e depredarono Lipari ma il sacco dell’838 fu il più tragico e toccò la fantasia di molti scrittori del tempo. Fu un attacco devastante e un eccidio generalizzato. Da questo si salvarono un certo numero di famiglie del contado che per generazioni e generazioni continuarono a sopravvivere e «tre o quattro monaci che quei barbari avevano stimati degni di commiserazione o di disprezzo».
In particolare i saraceni si accanirono sulla chiesa di San Bartolomeo dove c'era il corpo di San Bartolomeo – probabilmente quella che si ergeva nei pressi dell’attuale San Giuseppe - e molti extra voto visto che Lipari era divenuta, proprio grazie al Santo, meta di numerosi pellegrinaggi.
Sulla devastazione della chiesa, la dispersione delle ossa, il loro recupero e la traslazione da Lipari a Benevento che ne seguì, abbiamo «diverse fonti contemporanee o di poco posteriori, una delle quali, peraltro, di gran lunga preminente dal punto di vista storico su tutte le altre». È il cosiddetto manoscritto Lugdunense steso da un anonimo chierico, riportato negli Acta Santorum del 1741, che si rifà al racconto di Bartolomeo, vescovo di Narbona, che era presente nell'839 alla riposizione delle spoglie del Santo a Benevento. Il racconto della vicenda dovette essere raccolto dal vescovo direttamente dai monaci che erano sopravvissuti e che avevano seguito le reliquie a Benevento e dagli stessi soccorritori, quindi da testimoni diretti e poi dettato al chierico.
«In quest’isola – dice il manoscritto - che giace nel breve tratto di mare che sta tra la Sicilia e [il principato di] Benevento, l’Apostolo di Dio era circondato dalla venerazione dovutagli nella splendida basilica, di mirabile struttura, costruita in suo onore e nel corso di moltissimi anni aveva manifestato la sua presenza con i molti benefici elargiti a gloria di Dio e salute del popolo cristiano. Improvvisamente, essendo stata la Sicilia devastata e sconvolta dai Saraceni, anche l’isola [di Lipari], a seguito di un’incursione nemica, fu quasi completamente spopolata. Mentre il vescovo del luogo ed il clero, con la popolazione e i monaci, subivano una sorte miseranda o portati via in cattività o passati al fil di spada, [i Saraceni] irrompono anche nel monastero dove riposava il venerabile corpo dell’Apostolo, aggrediscono i monaci, distruggono ogni cosa e, sotto la zelante istigazione del diavolo, disperdono in mare anche le stesse venerande ossa dell’Apostolo, frammiste ad altre ossa, affinché mai le sue reliquie potessero essere ritrovate e riconosciute. Ma per la clementissima provvidenza di Dio onnipotente furono risparmiati ivi tre o quattro vecchi monaci, che i barbari avevano considerato degni di commiserazione o di disprezzo a causa della loro età. E ad essi, desolati e piangenti, il beato Apostolo si degnò di presentarsi in apparizione e rincuorandoli con dolce consolazione, li invitò a ricercare solleciti le sue ossa rigettate sulla riva e ad adoperarsi a raccoglierle. E ad essi, che gli chiedevano in che modo avrebbero potuto distinguerle dalle altre ossa, disse:’Andate nel segreto silenzio della notte lungo la riva del mare, e dove vedrete un raggio brillare come la luce di una stella, raccoglietele con confidenza e nascondetele diligentemente, perché possano essere di giovamento ai fedeli’. Andarono dunque, e raccoltele sull’indizio del promesso splendore, di nuovo le collocarono con ogni gioia e diligenza sotto il segreto di un altare. Frattanto, mentre ad essi non restava altra soddisfazione che questa e non vedevano altra prospettiva futura che di morire nel grembo del grande Patrono, arrivò per volontà divina una nave di Beneventani, che era stata inviata ad esplorare le preparazioni militari dei nemici. Ed essendo questi [beneventani] sbarcati ed avendo trovato tutta l’isola totalmente spopolata e vuota, spinti da pio sentimento, si affrettarono verso il luogo del corpo dell’Apostolo, che ad essi era notissimo perché frequentemente lo avevano visitato per voto». 
«La grande fama della virtù dell’Apostolo aveva fatto sì che essi desiderassero, se fossero riusciti a trovarlo, trasferire alla propria città il patrocinio di tanto glorioso pegno, cosa che già da lungo tempo avevano sperato e avevano tentato con molte preghiere ed anche con doni. E avendo trovato quei vecchi afflitti e dopo averli consolati con cristiana pietà, chiedono decisamente ad essi di mostrare loro il dono desiderato. Ma poiché quelli si scusavano e non volevano che questo luogo [cioè l’isola di Lipari]fosse privato di un così grande patrocinio, i beneventani li aggrediscono in modo più brusco, minacciandoli con le spade snudate di una morte immediata se non mostravano loro con somma celerità ciò che essi chiedevano».
«Vinti da questo argomento di estrema necessità, esibirono il divino tesoro, pregando ardentemente che, dovunque esso fosse trasferito, fosse concesso anche a loro di seguirlo e di restare con esso. Il che essi immediatamente e molto volentieri accettando e avendolo confermato con giuramento, svuotano il loculo del venerando pegno, e temendo le insidie del nemico, velocissimamente discendono [alla nave]. E in verità non appena, saliti sulla nave, avevano cominciato a solcare il mare con favorevole soffiare del vento, si trovarono ad essere inseguiti dalle navi dei nemici che continuavano ad avvicinarsi pericolosissimamente. Ma implorando essi l’aiuto dell’Apostolo, per mirabile virtù di Dio onnipotente improvvisamente quel soffiare del vento, che sembrava servire ugualmente ai fedeli per fuggire e ai perfidi [nemici] per inseguirli, si divise e incominciò a spingere gli uni, con la desiderabile celerità, verso il [loro] lido, e a gettare violentemente all’indietro gli altri che stupiti, erano respinti più lontano. Ed essendo già, con l’aiuto del beato Apostolo, arrivati ad un luogo sicuro della riva, e avendo deciso di riposarsi ivi un poco per riprendere forza, si addormentarono. Ed ecco che di nuovo il clementissimo Patrono si degnò di aiutare il capitano. ‘Presto gli disse, partite che già una nave di nemici si avvicina’. Allarmato egli accelera la partenza e felicemente entra con i compagni nel patrio porto. E così tutta la cittadinanza di Benevento, avendo ricevuto così felice novella, insieme col Pontefice e col popolo riceve alacremente il celeste Patrono e, avendo edificato con fede prontissima e devotissima un tempio di opera esimia, colloca in esso i sacri pegni a propria perpetua tutela».
«Era in quei giorni, in quelle parti, esule, per l’iniqua ostilità di alcuni, un uomo di grande fede e di venerabile vita, vescovo narbonese, che, per invito del presule della predetta città, dedicò al Signore la nuova basilica dell’Apostolo, vi ripose le beate reliquie e secondo le consuetudini vi celebrò messe solenni. Ed anche, per benedizione di Cristo, inviò parti dei più pegni a molte località delle Gallie, e specialmente alla città di Lugdunum [Lione], dove già la memoria del venerando Apostolo era venerata riverentemente nella venerabile cripta dei martiri. E da lui noi, minimi fra tutti i fedeli, abbiamo appreso, per sicura relazione, tutte queste cose, delle quali per grazia del Signore, abbiamo curato di tramandare la memoria, ad edificazione dei lettori».
Vi sono altre tradizioni di questa traslazione che «non divergono dalla prima altro che in particolari del tutto secondari e talvolta aggiungono anche qualche elemento nuovo, ma sono meno diffuse, meno precise, e accentuano fortemente l’elemento miracolistico».
Così la versione del monaco Martino di Benevento precisa che l’attacco saraceno avvenne nell’aprile dell’838. Dopo avere espugnato e distrutto la città i saraceni stivano la loro flotta di prigionieri e di suppellettili ma «non contenti tuttavia di codesta vittoria, anzi resi più feroci dal trionfo, fecero oggetto della loro rabbiosa furia il corpo di S. Bartolomeo Apostolo e, dirigendosi al sepolcro, sulla rocca, sollevarono il coperchio e dopo aver disperso qua e là le ossa del Santo e dei fedeli che per devozione all'Apostolo erano state tumulate in quella basilica (…). Alcuni cittadini di Lipari, scampati alle mani dei predoni, - continua il racconto - trovarono rifugio in caverne e nei nascondigli di luoghi riparati; e due di costoro – un monaco di nome Teodoro e un suo confratello -, dopo che i siculi si partirono dall'isola ritornarono alla basilica dell'Apostolo della quale Teodoro era stato custode».
Questo testo oltre a fornirci la notizia che la “ruina” avvenne nell’aprile dell’838, data che risulta la più attendibile rispetto ad altre che pure sono circolate, ci informa anche che uno dei monaci a custodia del sepolcro si chiamava Teodoro, che oltre ai monaci erano scampati anche alcuni cittadini , e soprattutto che il corpo dell’Apostolo era tumulato nella basilica sulla rocca, in palese contrasto con la testimonianza di Willibald di un secolo prima che aveva visitato il corpo nella basilica sul mare.
Il seguito della narrazione non ci fornisce altre notizie di importanza storica per Lipari e praticamente ricalca, con qualche aggiunta, la versione precedente. Così la versione contenuta nel Legendorum Vallicellense che si conclude con la data in cui il corpo fu accolto in Benevento e riposto “nell'altare nell'anno dell'Incarnazione del Signore 839, il 25 del mese di ottobre”.

### Epoca normanna

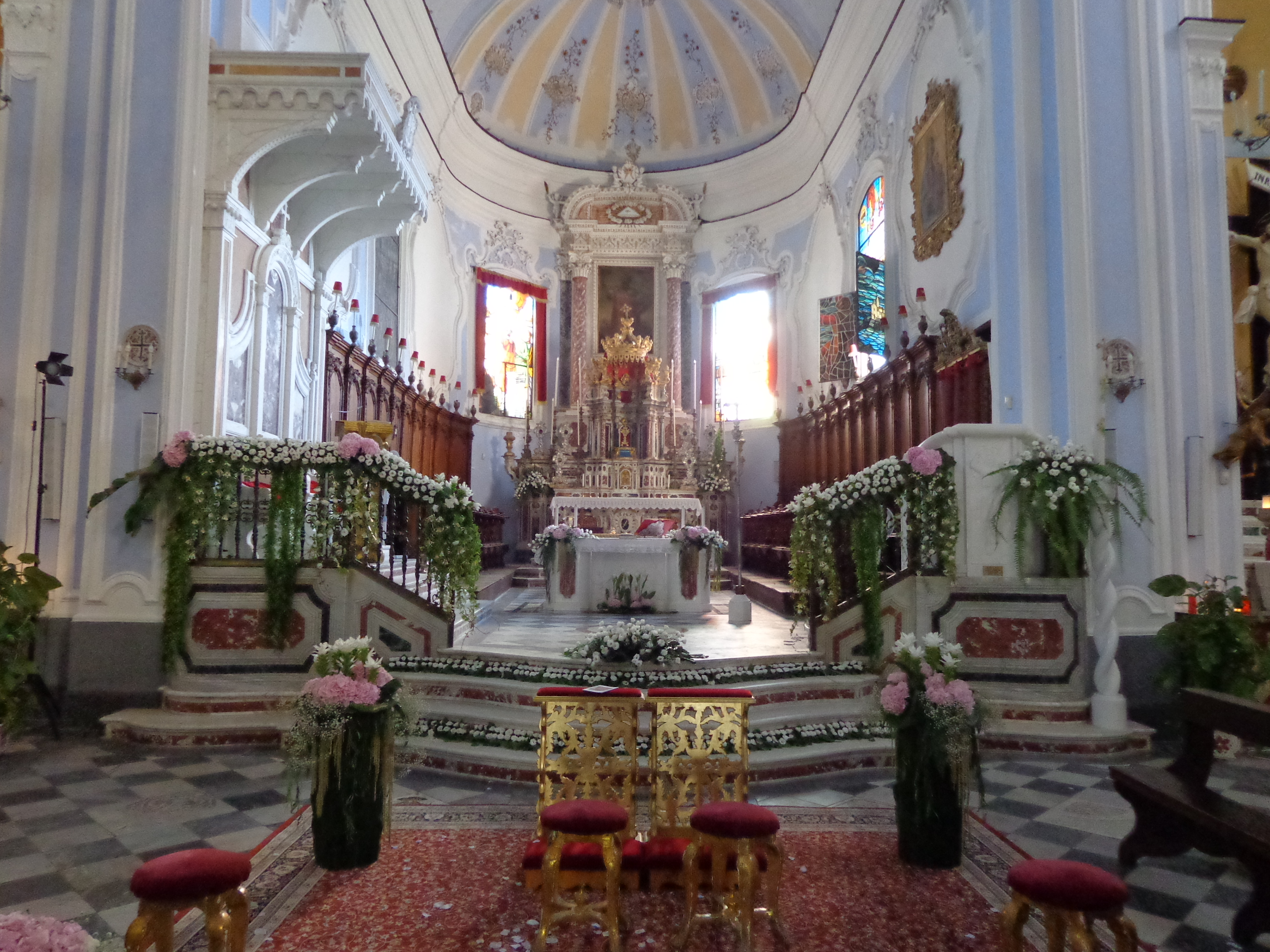
Abside e altare maggiore.

Per la costruzione della chiesa bisogna attendere l'intervento del conte Ruggero del casato normanno d'Altavilla meglio conosciuto come Ruggero I di Sicilia o conte di Sicilia, padre di Ruggero II, bisnonno materno di Federico II di Svevia o Federico I di Sicilia del casato svevo degli Hohenstaufen. L'opportunità per il processo di ricristianizzazione della Sicilia è colta assieme al fratello Roberto il Guiscardo per redimere una controversia, il pretesto per l'invasione e riappropriazione dell'isola, risiede nella richiesta d'aiuto da parte dell'Emiro di Siracusa, allora in lotta contro l'Emiro di Castrogiovanni, avviando di fatto l'inizio della completa conquista Normanna della Sicilia sottraendola al dominio arabo. 
Il ritorno alla sovranità di matrice cattolica costituisce l'impulso per l'edificazione di una serie di splendide cattedrali, successivamente e ripetutamente rimaneggiate e riedificate per eventi posteriori, prevalentemente di carattere sismico. Tutto ciò è seguente a un arco temporale che dall'837 agli anni appena precedenti il biennio 1082 - 1083 (cessione delle terre) con l'invio da parte di Ruggero dell'Abate Ambrogio e dei religiosi dell'Ordine di San Benedetto (poi destinati anche all'incarico di condurre il monastero del Santissimo Salvatore e l'annessa cattedrale di San Bartolomeo di Patti), durante il quale è riedificata la chiesa di San Bartolomeo e dell'annesso monastero benedettino, che assume il rango di cattedrale grazie all'interesse dell'abate Giovanni Pergana, nominato in seguito vescovo della diocesi di Lipari. Papa Urbano II durante il processo di ricristianizzazione della Sicilia approva l'erezione del monastero e dona all'abate Ambrogio le decime che esige nel territorio di Patti.
Nel 1094 all'abbazia sono assegnate la metà delle proprietà e delle rendite dei terreni del feudo di Naso.
L'arcivescovo di Messina Ugone il 24 settembre 1131 in considerazione dei cospicui tributi assegnati dal conte Ruggero ai due monasteri di Patti e di Lipari, eseguendo il contenuto della bolla pontificia di papa Anacleto II, promuove a vescovado i due monasteri, affidandone nell'ottobre dello stesso anno, la cura spirituale e temporale all'abate Giovanni, cui conferisce la dignità vescovile.

### Epoca aragonese

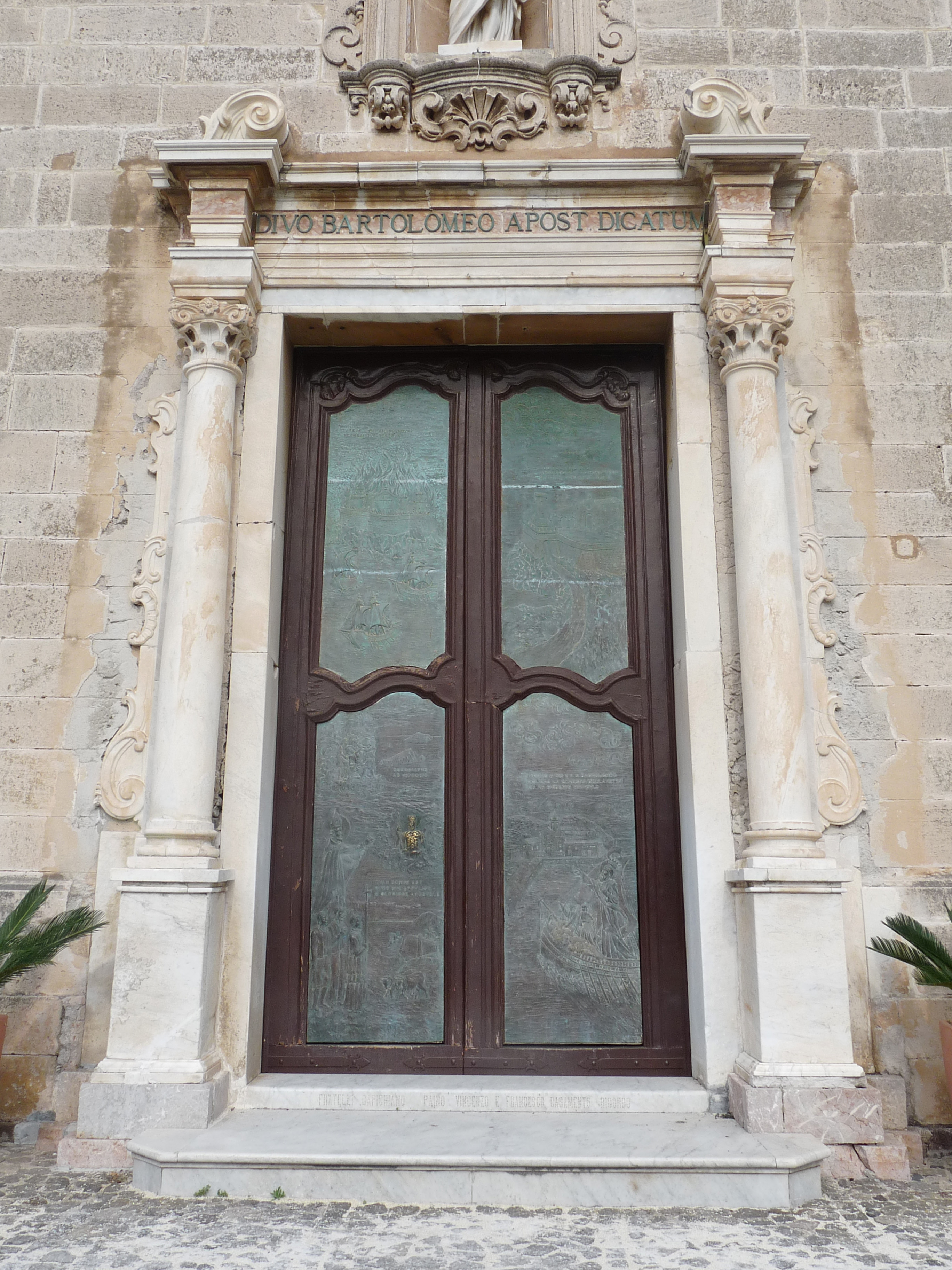
Il portale.

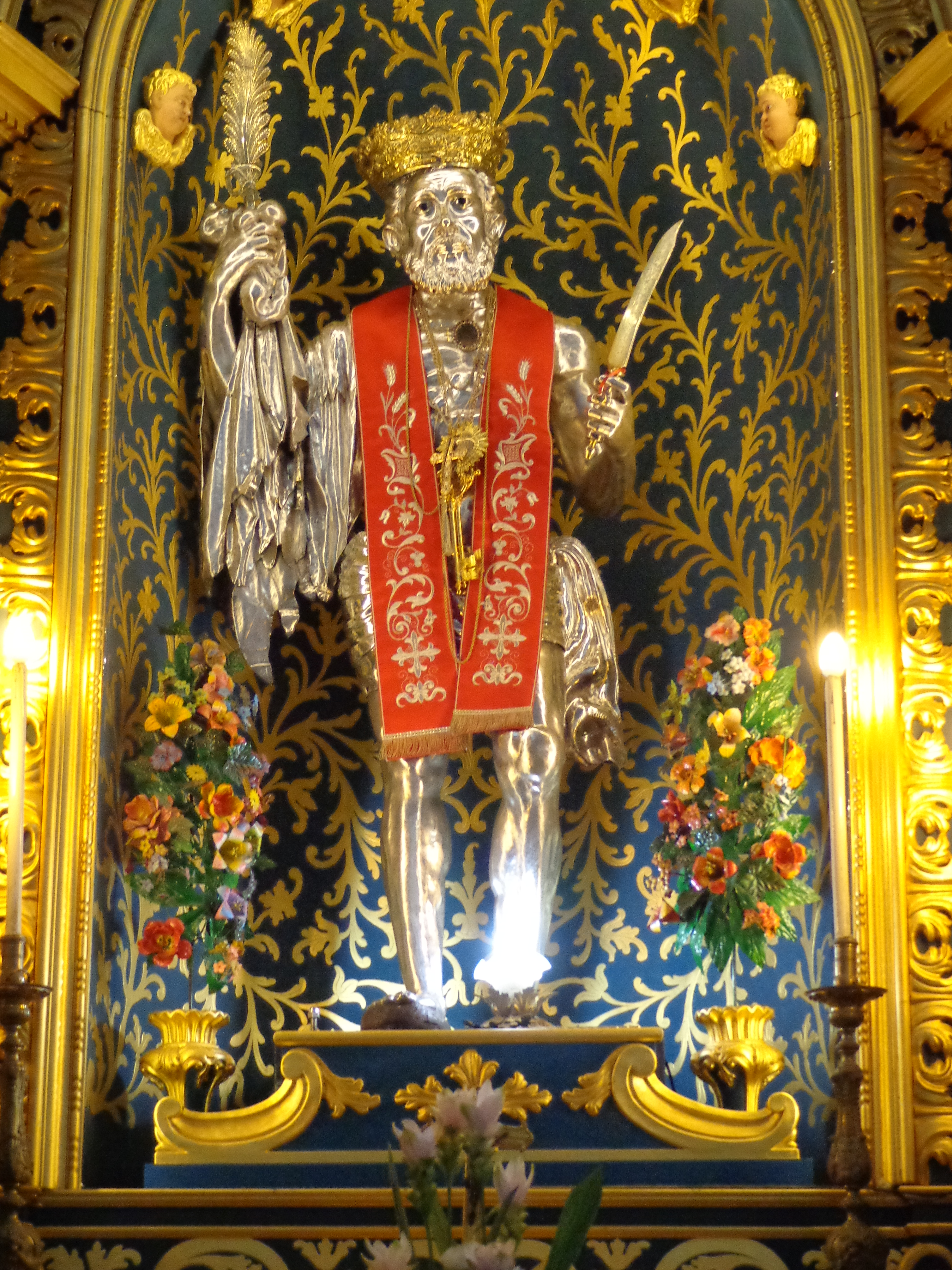
Cappella di San Bartolomeo.

Il riconoscimento ufficiale della diocesi da parte della Santa Sede avviene nel 1157 fino al 1399, quando papa Bonifacio IX, considerata l'estensione, la distanza dei luoghi per via del braccio di mare che le separa, con il consenso del re Martino I di Sicilia, divide l'episcopato in due diocesi: Lipari e Patti.
Accanto alla chiesa a navata unica, sorge il monastero sviluppato attorno al chiostro, il primo di stile latino-normanno di Sicilia. Dei quattro ambulacri originari ne sono pervenuti tre recentemente riportati alla luce, il quarto opportunamente modificato costituisce l'attuale navata destra della cattedrale.

### Epoca spagnola
Successivi ampliamenti documentati tra il 1450 e il 1515 completano l'edificio con un artistico soffitto di legno a capriate, incendiato nel luglio 1544 in seguito all'assalto dell'armata corsara turco - ottomana capitanata da Khayr al-Din Barbarossa. Ricostruzione promossa dal vescovo Annibale Spadafora nel 1553 con realizzazione del tetto in muratura con volta a botte. Il 13 febbraio 1654 il vescovo Benedetto Geraci presiede i riti di consacrazione del tempio.
Nel 1728 segue la commissione della statua argentea del protettore e costruzione dell'altare ligneo posto alla sinistra dell'abside, quale segno di ringraziamento per lo scampato pericolo, preservando dalla distruzione l'intero arcipelago dal sisma dell'11 gennaio 1693 noto come terremoto del Val di Noto. Alla realizzazione del prezioso simulacro seguì l'attività del vescovo Francesco Maria Miceli, che dal 1743 arricchì la chiesa d'argenterie liturgiche e lavori d'oreficeria. Nel 1769 il vescovo Bonaventura Prestandrea con i lasciti del predecessore perfezionò le ali dell'edificio, costruì l'Aula consiliare, fece affrescare l'interno, con particolare riguardo al soffitto arricchito con un ciclo di scene bibliche tratte dal Vecchio Testamento.
Da questo punto di vista il monumento e l'intero comprensorio eoliano sono risparmiati o meglio, non esistono nelle cronache notizie riguardanti gravissimi danni derivanti da spaventosi eventi sismici contrariamente a quanto si è registrato nei secoli nella vicinissima costa della terraferma. Il terremoto della Calabria meridionale del 1894 del 16 novembre è documentato cronologicamente ma, ricordato solo nel calendario delle feste patronali per ringraziare il santo protettore per aver evitato agli isolani le disgrazie derivate in tutta la provincia a causa delle terribili rovine. Fra il 1755 e la fine del secolo è innalzato il campanile. Nel 1772 la cattedrale è ingrandita con due navate laterali, quella destra comporta l'utilizzo di mura e spazi d'intercolumnio dell'ambulacro settentrionale del chiostro.
Anche il prospetto di pietra paglierina vesuviana è messo in opera intorno al 1772 per dare un delicato contrasto e senso di armonica dinamicità all'insieme architettonico del duomo o chiesa madre. Nell'ultimo decennio del secolo sono rivestiti gli altari di marmo arricchiti dalle belle tele del palermitano Antonio Mercurio, figlio di Gaetaneo Mercurio, realizzate tra il 1779 e il 1780.
Nel 1789 il vescovo Giuseppe Coppola riconsacrò la cattedrale riedificata dal Prestandrea. Con sentenza del 12 agosto 1789, emessa dopo la morte di Giuseppe Coppola, Ferdinando I delle Due Sicilie pose la sede vescovile di Lipari sotto il regio diritto di patronato.

### Epoca contemporanea
Nel 1859 un fulmine colpisce e distrugge il timpano della facciata e un paio di campate della volta. L'intervento di ripristino è immediato e termina nel 1861. Le pitture scomparse non sono state sino a oggi ripristinate.
Dalla fondazione, la cattedrale di San Bartolomeo assolve il ruolo di chiesa parrocchiale unica con giurisdizione su tutto il comprensorio dell'arcipelago. Monsignor Angelo Paino ha snellito l'azione pastorale delle tante chiese vicarie o sacramentali, sollecitando il decreto governativo del 28 ottobre del 1910, istituendo nella diocesi le prime sedici parrocchie autonome, compresa quella della stessa cattedrale.
Il 30 settembre 1986 si ebbe l'unificazione giuridica delle diocesi di Messina, Lipari, Santa Lucia del Mela nell'unica arcidiocesi di Messina-Lipari-Santa Lucia del Mela, Ignazio Cannavò fu il primo arcivescovo metropolita e archimandrita del Santissimo Salvatore.

## Facciata

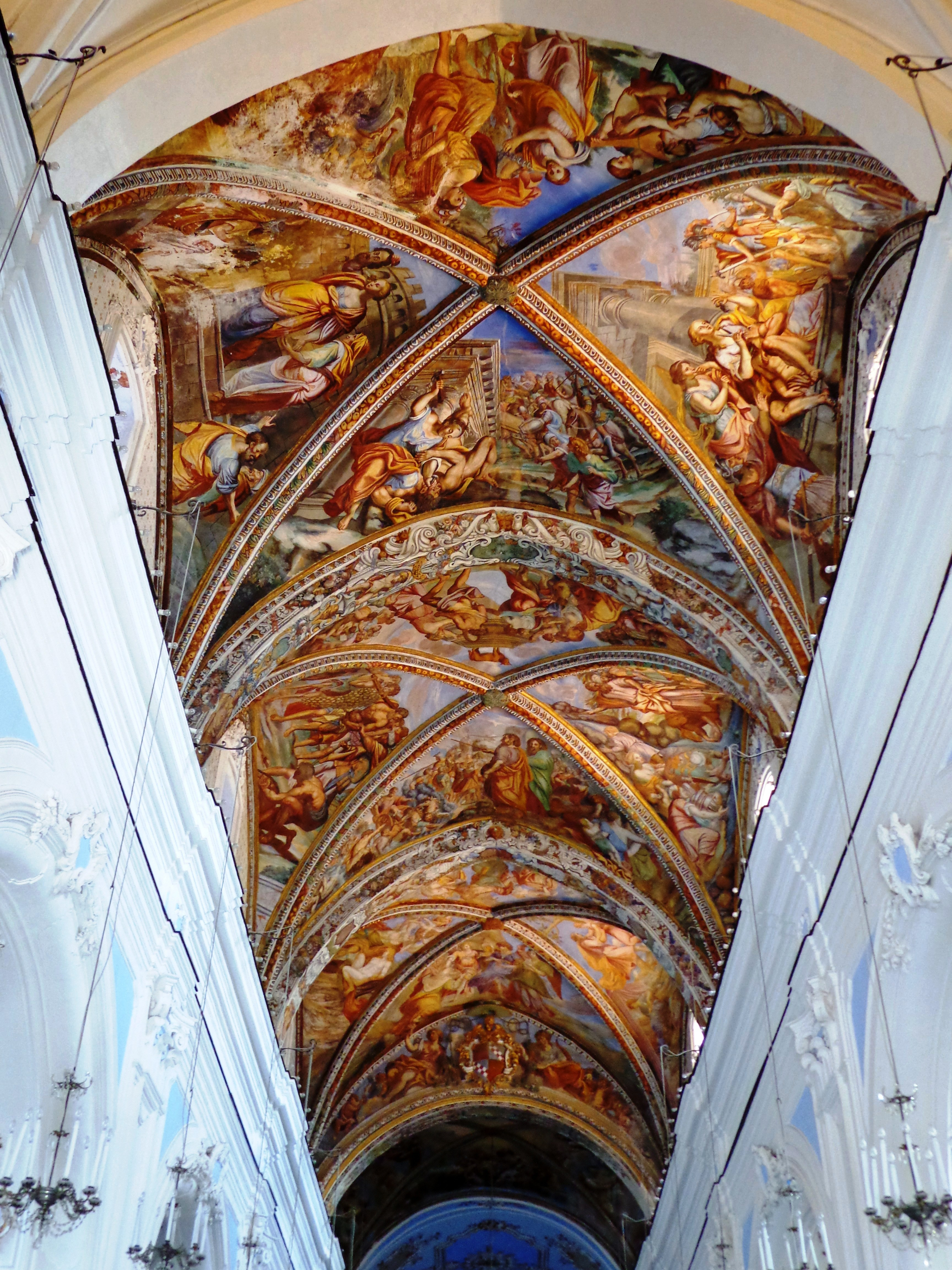
Gli affreschi delle volte a crociera della navata centrale.

La spettacolare facciata si presenta sulla scenografica scalinata con la sua straordinaria bellezza e slancio verso il cielo. Il lento incedere lungo il percorso pedonale costituisce effetto moltiplicatore degli spazi e dei volumi che gradualmente svelano le magnifiche proporzioni del complesso. Il sito è altrimenti raggiungibile mediante la carrozzabile attraverso la Porta Carraia del Castello ma, questo itinerario è più interessante per la visione dell'intero complesso della Citàti. La facciata è contraddistinta da due ingressi laterali minori e da un portone principale, impreziositi da portali marmorei costituiti da colonne ioniche sormontate da capitelli in stile corinzio che incorniciano gli ingressi fino agli architravi con timpani costituiti da volute a ricciolo. L'architrave dell'ingresso principale reca incisa l'iscrizione "DIVO BARTOLOMEO DICATUM". I due timpani laterali all'interno recano delle steli riccamente scolpite e decorate. Le entrate laterali sono sormontate da finestre vetrate riccamente incorniciate con arco superiore, al centro, la nicchia con emisfero a conchiglia simbolo del pellegrinaggio, contenente la statua del Santo, chiude un finestrone vetrata con timpano mistilineo. Quattro pilastri paraste in pietra viva sormontati da capitelli con modanature, costituiscono le nervature verticali del prospetto fino al cornicione superiore con grande arcata centrale.
Il timpano è costituito da una successione di quattro ordini decrescenti di frontoni rettangolari raccordati da volute con riccioli verso il basso al primo e secondo livello, volute verso l'alto nei restanti livelli separati da cornicioni dalle variegate modanature. Sui contrafforti dei primi due ordini rispettivamente vasi e obelischi tronchi piramidali; all'interno dei frontoni degli stessi ordini delimitati da pilastri paraste troviamo lo stemma coronato con dedica "DIVO BARTOLOMEO DICATVM", una serie di cornici concentriche infine la data di fine costruzione dell'intero timpano “1861”, data dettata dalla ricostruzione del timpano e parte delle volte a causa della caduta di un fulmine nel 1859, chiude al vertice un'artistica doppia croce in ferro battuto.
Dal punto di vista dell'osservatore, sul lato sinistro completa il prospetto anteriore dell'edificio, la massiccia torre campanaria a sezione quadrangolare, costituita da quattro ordini eretta fra il 1755 e la fine del secolo. L'ultima cella cilindrica è raccordata ai vertici della base con massicce volute a ricciolo verso il basso. Pilastri paraste convesse e cornicioni in pietra lavica delimitano i primi tre livelli caratterizzati da: finestre ovoidali cieche al primo, monofore al secondo, monofore aperte nella cella campanaria del terzo, orologio fra volute decorative a NW e finestrelle circolari sulle restanti facciate, realizzate in pietra viva con elementi decorativi e ornamentali, timpani sospesi e davanzali. La cella cilindrica presenta monofore aperte, timpani ad arco sospesi e targhe per iscrizioni.

## Volta
La navata centrale un tempo ricoperta da tetto a capriate, successivamente con volta a botte, prima della realizzazione degli affreschi realizzata una serie di volte a crociera impreziosite con episodi biblici di superba fattura e di alto effetto scenografico.
- Nelle vele della prima crociera si riconoscono in senso orario: La Scienza e le Arti, Sansone e Dalila e il taglio dei capelli, Jael e Sisera, Giuditta e Oloferne con la decollazione.
- Vele della seconda crociera: Adorazione del Vitello d'Oro, Aronne e l'acqua che sgorga dalle rocce, Mosè e l'apertura delle acque del Mar Rosso per l'Esodo, la Manna nel deserto.
- Vele della terza crociera: la Consegna dei Dieci Comandamenti, la Cacciata di Adamo ed Eva dal Paradiso Terrestre, il Diluvio Universale, Abramo e il sacrificio di Isacco.

Sull'arco trionfale al centro, fra figure e angeli, uno splendido stemma a scudo in stucco sormontato da elementi cardinalizi e fregi dorati.

## Interno
Altari minori in marmo arricchiti da tele del palermitano Antonio Mercurio realizzate 1779 e il 1780.

### La navata destra o meridionale o del monastero
Sulla parete esterna della navata destra sono addossati i seguenti manufatti incassati in archi a tutto sesto, rispettivamente gli altari:
- Prima campata: Pala d'altare raffigurante San Gaetano da Thiene, olio su tela.[28] Busto ligneo dorato di San Filippo Apostolo.
- Seconda campata: Pala d'altare raffigurante l'Assunzione della Beata Vergine Maria, olio su tela.[28] Busto ligneo dorato di San Matteo Apostolo.
- Terza campata: Pala d'altare raffigurante la Visitazione della Beata Vergine Maria a Santa Elisabetta, olio su tela.[28] Busto ligneo dorato di San Bartolomeo apostolo.
- Quarta campata: Pala d'altare raffigurante Sant'Agatone e la Traslazione delle reliquie di San Bartolomeo Apostolo, anno 264, olio su tela.[28] Busto ligneo dorato di Sant'Agatone, vescovo di Lipari.

### La navata sinistra o settentrionale
Sulla parete esterna della navata sinistra sono addossati i seguenti manufatti incassati in archi a tutto sesto, rispettivamente gli altari:
- Prima campata: Pala d'altare raffigurante San Michele Arcangelo, olio su tela.[28] Busto ligneo dorato di Santa Caterina d'Alessandria, opera del XVIII secolo.
- Seconda campata: Pala d'altare raffigurante la Madonna del Carmelo ritratta con San Simone Stock, olio su tela.[28] Busto ligneo dorato di Santa Lucia Vergine e Martire.
- Terza campata: Pala d'altare raffigurante il Transito di San Francesco d'Assisi, olio su tela.[28] Busto ligneo dorato della Beata Vergine Maria, opera del XVIII secolo.
- Quarta campata: Pala d'altare raffigurante San Calogero, compatrono della diocesi e della città di Lipari, olio su tela.[28] Busto d'argento di San Calogero, opera del XVIII secolo.

### Transetto

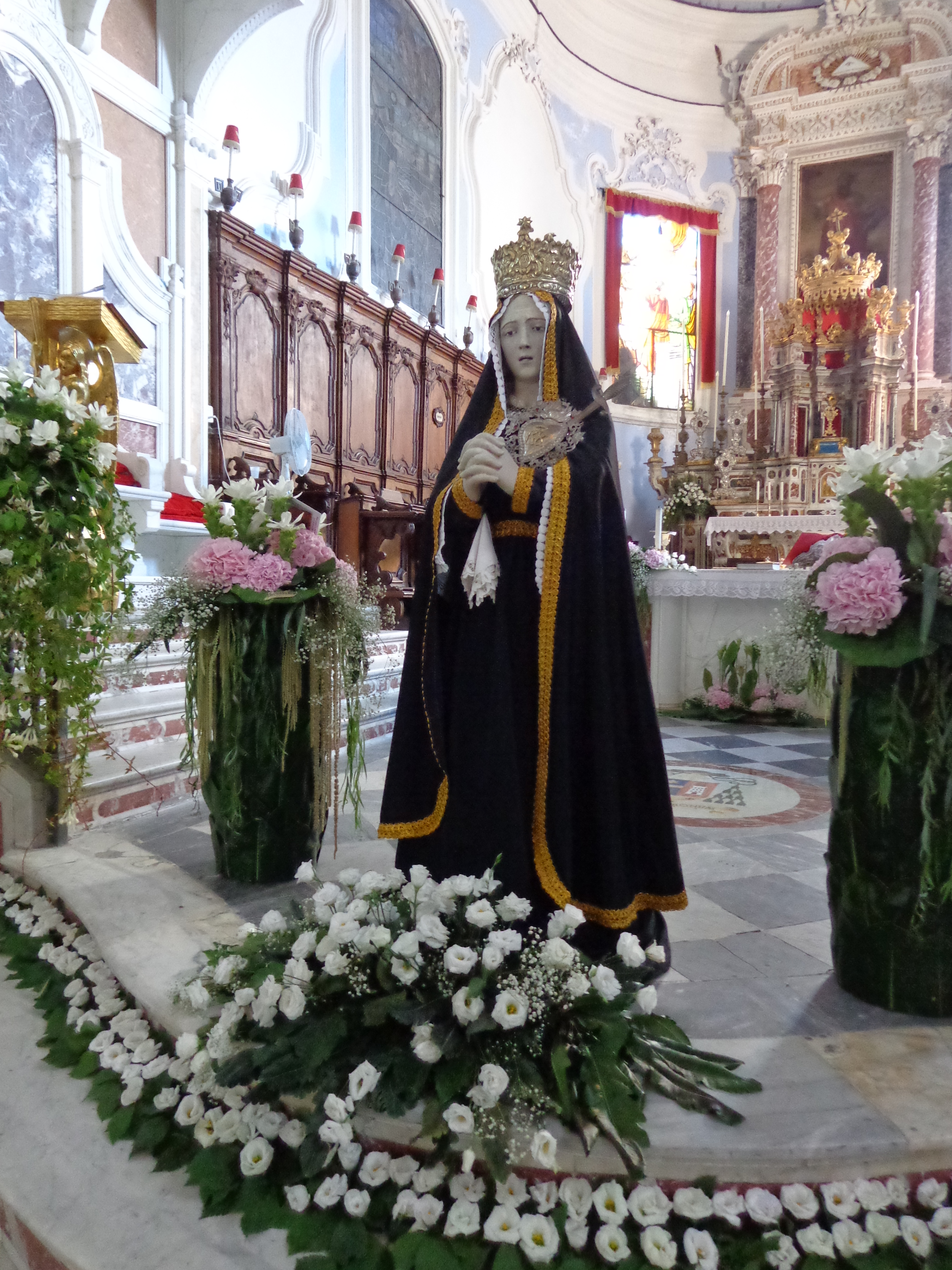
Addolorata.

#### Absidiola destra
- Cappella del Santissimo Crocifisso.

#### Cappella destra
- Cappella del Santissimo Sacramento. Il vescovo Bernardo Maria Beamonte a partire dal 1734[24] perfezionò l'ambiente ornandolo di marmi, stucchi e pitture. Nell'edicola sulla sopraelevazione dell'altare delimitata da colonne intarsiate in marmo, è collocato il dipinto raffigurante l'Ultima Cena[28] recante l'iscrizione Eques Vinci Pin. AN 1767.[32]

La cappella ospita le sepolture dei vescovo Annibale Spadafora, Alfonso Vidal, Gaetano de Castillo, Francesco Maria Miceli, Giuseppe Coppola in un sarcofago sormontato da statua marmorea.

#### Absidiola sinistra
- Cappella di San Bartolomeo. Nella nicchia è collocata la statua in argento sbalzato raffigurante San Bartolomeo del XVIII secolo.

#### Cappella sinistra
- Cappella della Beata Vergine del Rosario oggi Cappella del Vascelluzzo.

La sopraelevazione è costituita da colonne binate intarsiate in marmo disposte in prospettiva concava, il cornicione spezzato con riccioli sulle cui cimase poggiano putti osannanti e vasotti con fiamme in profondità. Costituisce stele intermedia un'edicola con volute raffigurante una colomba, allegoria dello Spirito Santo. Nell'edicola centrale è documentato il dipinto raffigurante la Beata Vergine del Rosario ritratta tra San Domenico e Santa Rosa da Lima (Santa Caterina da Siena), opera contornata da 15 quadrettini dei Misteri del Rosario. Nella predella è raffigurata la Predica di santo domenicano (San Tommaso d'Aquino) delimitata dagli stemmi della città di Lipari.
Dal 23 agosto del 1930 su impulso dell'arcivescovo Angelo Paino, dopo la donazione della reliquia da parte del Patriarca e dal Capitolo della cattedrale di Venezia, rinnovando il miracolo con l'utilizzo del Vascelluzzo messinese, col concorso degli eoliani tutti, anche la cattedrale si dotò di un proprio Vascelluzzo, espressione dell'arte argentiera e d'oreficeria palermitana Perricone - Marano che oggi troneggia sulla mensa dell'altare.
La cappella ospita le sepolture dei vescovi Pietro Vincenzo Platamone e Vincenzo Maria de Francisco.

#### Presbiterio
- Coro ligneo.
- Altare maggiore. Sulla sopraelevazione dell'altare il dipinto raffigurante San Bartolomeo,[37]
- Cattedra vescovile.

Opere:
- Madonna del Rosario, dipinto su tela con raffigurati San Domenico di Guzmán nell'atto di ricevere il rosario, Santa Rosa da Lima (Santa Caterina da Siena), la predica di San Tommaso nella predella delimitata dagli stemmi della città di Lipari. Fanno da cornice i 15 quadretti raffiguranti i misteri del rosario.[32]
- Predicazione di San Domenico.[32]
- Dormitio Virginis, dipinto attribuito a Giovanni Filippo Criscuolo.
- Deposizione, del XVI secolo, dipinto su tavola proveniente dalla Cappella di Santa Maria della Pietà.
- Santa Caterina d'Alessandria, dipinto su tavola, opera di Giovanni Filippo de Floris.

## Reliquie

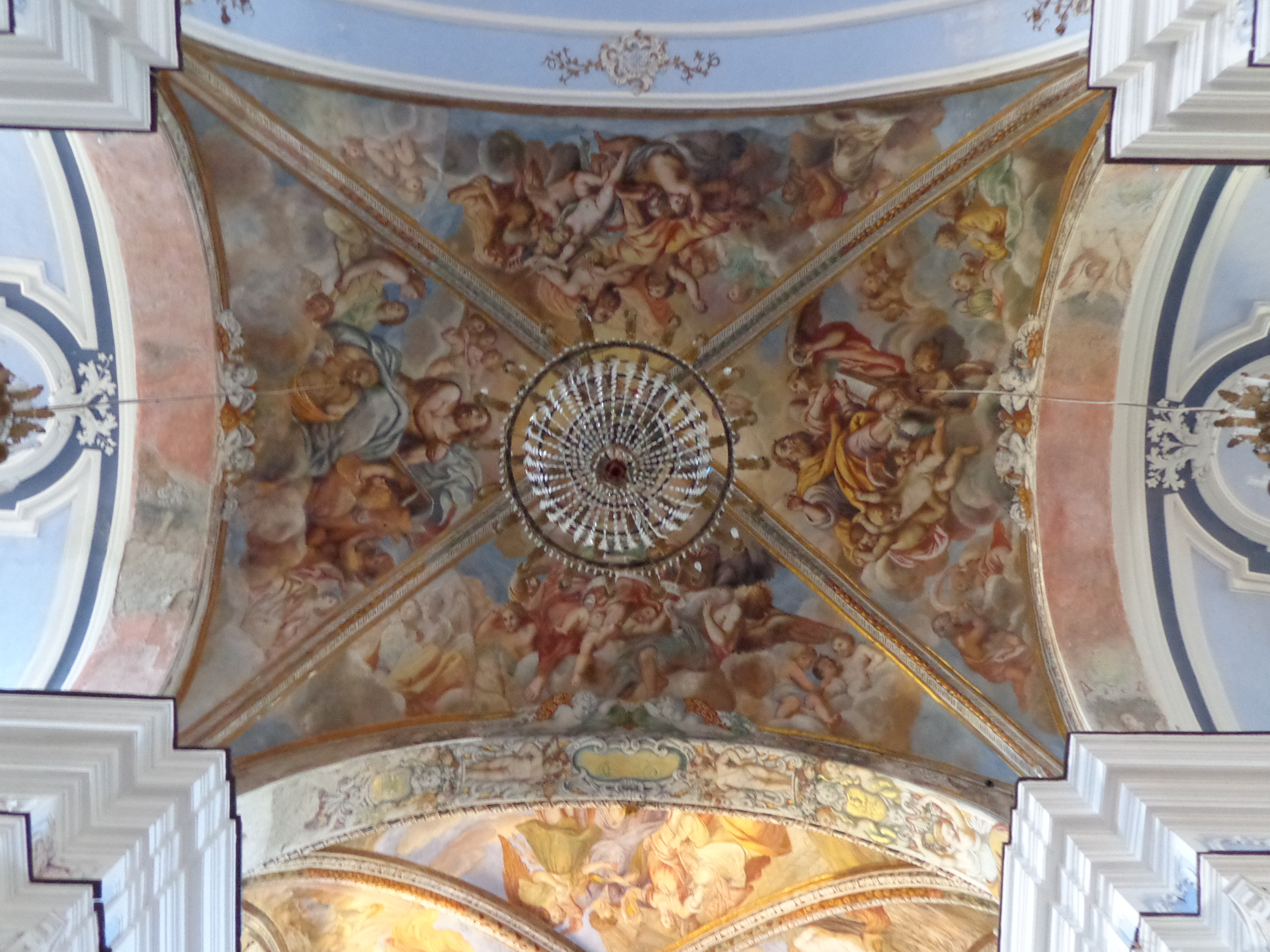
Gli affreschi della volta a crociera del transetto.

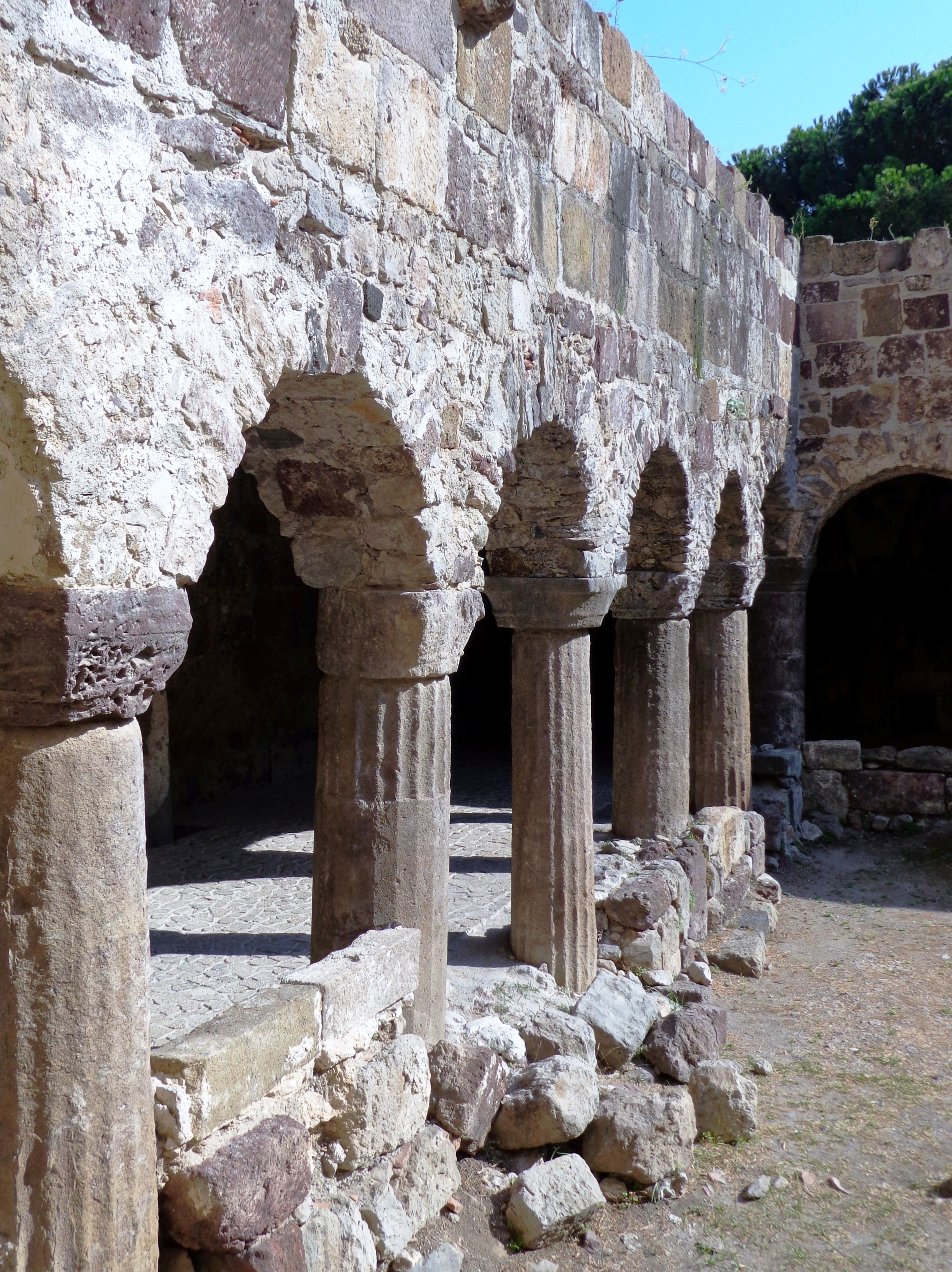
Chiostro.

Il pollice del santo. Dopo il saccheggio del Barbarossa le sacre reliquie sono state trafugate e ricompaiono in Asia minore. Un commerciante spagnolo le acquista, le riporta in Italia e le rivende ai Liparesi.
"Il vascello" altrimenti detto in dialetto "U Vascidduzzu", alta opera d'argenteria di maestri orafi Perricone-Marano di Palermo del peso di 30 kg d'argento e 2 kg di oro.
Secondo la tradizione orale, in seguito a una terribile carestia del 1672, mentre Lipari è flagellata da una tempesta, riesce ad attraccare un vascello francese che trasporta del grano.
Il carico è donato agli isolani senza alcun compenso ma, in realtà la storia sembra essere andata diversamente, infatti, i disperati liparesi per i mesi di carestia compirono un vero e proprio atto di pirateria ai danni del vascello, alla stessa stregua di numerosi altri atti di pirateria compiuti nello stesso specchio di mare e ammantati di prodigi miracolosi.
L'arcivescovo Angelo Paino due secoli dopo onora il provvidenziale vascello riponendo all'interno della riproduzione un lembo di pelle del santo protettore.

## Il chiostro
In seguito alle continue invasioni arabe l'isola di Lipari resta disabitata, i Normanni insediandosi nelle parti interne pianeggianti trovano solo degli sparuti villaggi di abitanti di lingua greca.
Nel 1083 il conte Ruggero I invia i monaci benedettini che ben presto si adattano alla serenità del luogo e invogliati dalla bellezza, costruiscono un monastero nei pressi del castello. L'abate Ambrogio capo dei monaci, dirige i lavori del chiostro normanno a noi pervenuto, che è completato all'epoca di Ruggero II intorno al 1131 secondo i modelli benedettini cluniacensi, la chiesa è in primo piano rivolta a nord, il chiostro a sud, appresso il monastero. La pace continua per numerosi anni e la vita della comunità non subisce mutamenti ma, è imminente e disastrosa l'invasione dei Turchi.
Tutto è distrutto con un incendio e la popolazione resa schiava.
Nel 1516 Carlo V eredita da Ferdinando d'Aragona assieme a tanti altri titoli da altrettanti rami familiari, il regno di Napoli, di Sardegna e di Sicilia, combatte contro il Barbarossa che ripara in Africa nel 1535, in seguito inizia in alcune città della Sicilia e a Lipari l'opera di ricostruzione: fortifica il castello con mura inespugnabili, la Cattedrale è riedificata quale simbolo vivo della cristianità e della fede degli isolani.
A tre navate, imponente si estende sul lato nord del chiostro. Ormai il chiostro non ha più il suo ruolo principale, è adibito a cimitero e ricoperto, in seguito ad un terremoto è soffocato da un muraglione che lo occulta per secoli.
Solo da pochi decenni è riscoperto nella sua naturale bellezza, nel 1978 da Luigi Pastore che curiosando tra gli ambienti attigui alla Cattedrale nota dei capitelli e subito avvisa le autorità competenti delle Soprintendenze per i beni architettonici, paesaggistici, storici, artistici, etnoantropologici e archeologici.
Oggi appare in tutta la sua bellezza ed è motivo di continue visite turistiche.
Inizialmente era quadrangolare, il lato nord più corto. Al centro un giardino avvolto ai lati da una galleria con colonnato, il lato nord accorpato alla chiesa dopo un restauro, della quale costituisce la navata destra.
Le colonne hanno un particolare pregio in quanto provenienti da case romane precedenti e sono tutte quelle scanalate, del resto numerosi manufatti sono stati localizzati nei bacini naturali ora sommersi del porto. D'interesse sono alcuni capitelli raffiguranti animali mostruosi o colombe che beccano datteri. Furono fatti da maestranze di scuola benedettina cluniacense.
Nel locale Museo archeologico regionale eoliano sono custoditi frammenti di pavimenti antichi accuratamente protetti in fase di restauro, materiale rinvenuto durante gli scavi, una riproduzione fotografica del Constitutum dell'abate benedettino Ambrogio, con il quale in epoca normanna, dopo la cacciata degli Arabi, è stato regolamentato il ripopolamento di Lipari e delle Eolie.

## Palazzo vescovile

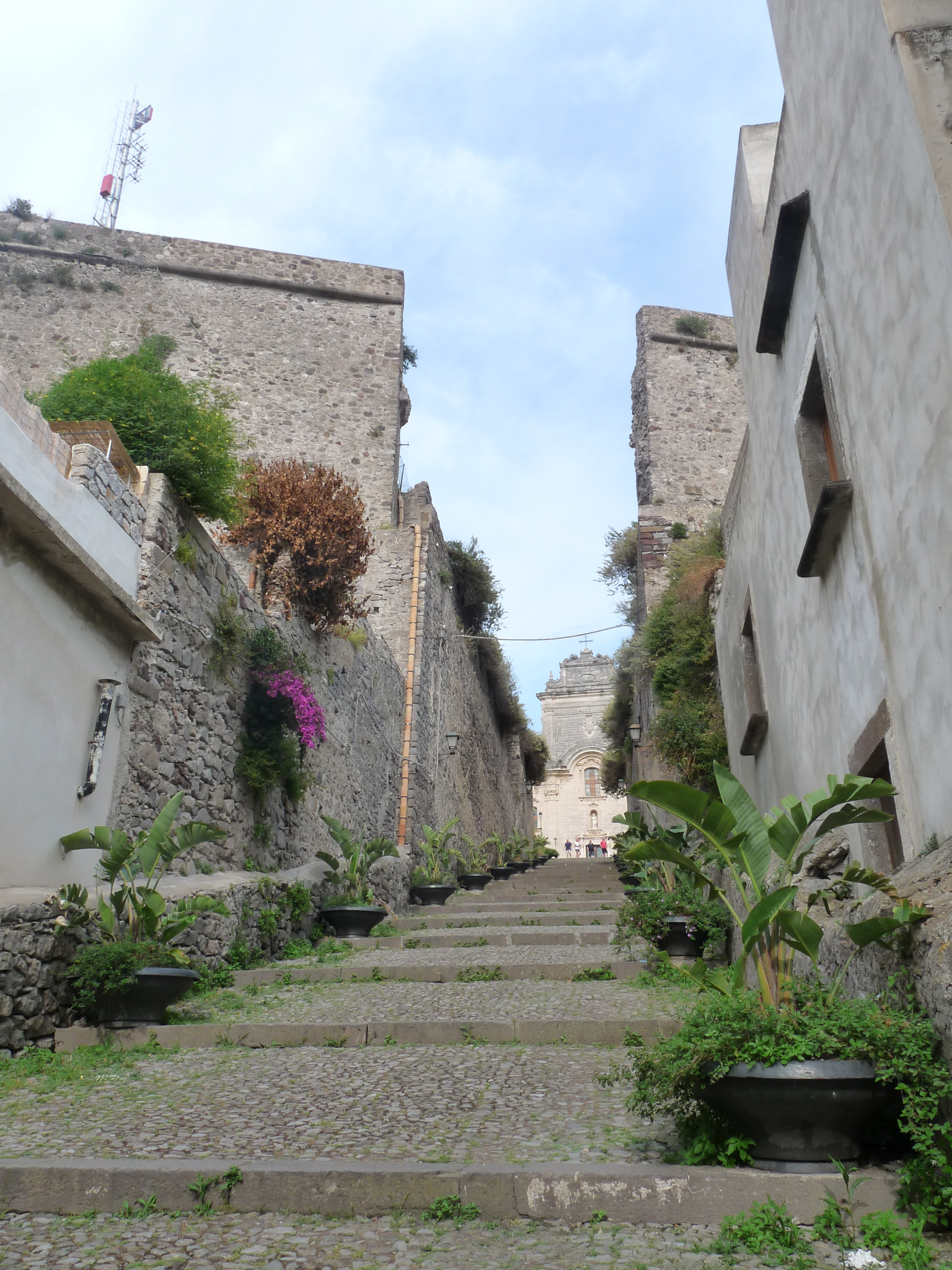
Via del Concordato.

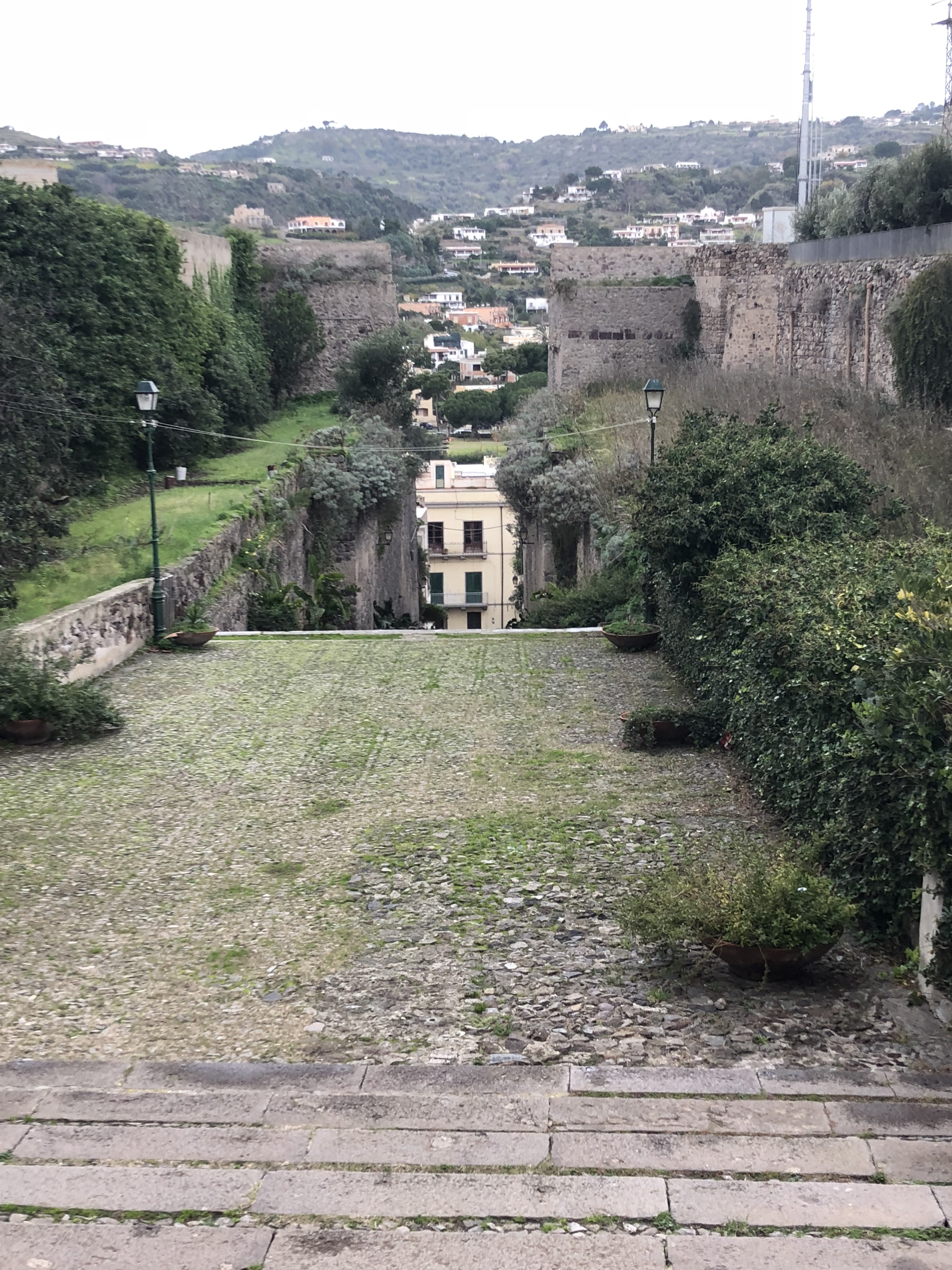
Via del Concordato.

Interventi successivi dei vescovi Alfonso Vidal, Alberto Caccamo, Vincenzo Platamone, definirono le strutture del Palazzo Vescovile, costruzione riedificata nelle forme attuali dal vescovo Vincenzo Maria de Francisco nel 1753 con l'ulteriore intento di istituirvi il Seminario. Giuseppe Coppola nel 1779 fondò la Congregazione dei Preti sotto il titolo di «Santa Maria del Fervore», le scuole all'interno dell'area occupata dal Palazzo Vescovile, la Biblioteca e gettò le basi per costituire l'Ospedale della Santissima Annunciata.
Oggi l'edificio è sede del Museo archeologico eoliano «Luigi Bernabò Brea», padiglione 1, sezione Preistorica.

## Seminario
Seminario.

## Confraternita di San Bartolomeo
- 1693, Confraternita di San Bartolomeo.[44] Sodalizio istituito dal vescovo Gaetano de Castillo,[45] dopo il terremoto dell'11 gennaio del 1693,[34] si trattava per lo più di una compagnia formata dai nobili dell'isola.

Lo storico Pietro Campis ne descrive l'originaria divisa: «Vestito ognuno di bianca veste talare, cinto al fianco del cordone porporino, con mantello di tarzanello rosso su le spalle, con cappello, guanti, scarpi dell'istesso colore e con torcia alle mani, parte nel suo colore candido e parte divisata di color rosso; il che tutto concorre a rendere questa compagnia assai maestosa nelle sue comparse, come s'osservò quando la prima volta uscì colle ditte sue insegne nella pubblica processione di San Bartolomeo alli 17 Giugno».

## Congregazione dei Preti
- Congregazione dei Preti sotto il titolo di «Santa Maria del Fervore».[29]

## I festeggiamenti
Durante l'anno sono quattro gli appuntamenti tradizionali per festeggiare il Protettore delle Isole Eolie:
- la prima ricorrenza cade il 13 febbraio. Con questa festa presieduta e organizzata dal Comitato dei pescatori, si ricorda l'arrivo del corpo del Santo a Lipari.
- la seconda ricorrenza cade il 5 marzo. I festeggiamenti sono realizzati dal Comitato dei contadini e intende ricordare gli anni in cui Lipari era soggetta a profonda carestia. Un “miracolo” di San Bartolomeo permise agli isolani grano per sfamarsi.
- la terza cade il 24 agosto ed è la festa principale, organizzata dall'Amministrazione Comunale.
- la quarta cade il 16 novembre, è celebrata per ringraziare il Santo Protettore per aver evitato agli isolani le disgrazie derivate in tutta la provincia a causa del terribile Terremoto della Calabria meridionale del 1894.

## Chiesa di Sant'Agatone
- Chiesa di Sant'Agatone extra moenia.

Tempio ricostruito insieme alla chiesa di San Giuseppe sulle rovine e strutture ipogee del Templum Magnum o chiesa di San Bartolomeo alla Marina. Il primitivo luogo di culto fu destinato a sepoltura delle spoglie di San Bartolomeo, Sant'Agatone Martire e vescovi della diocesi di Lipari.
Il Templum Magnum fu atterrato durante il Sacco del 1544 o ruina.

## Galleria d'immagini

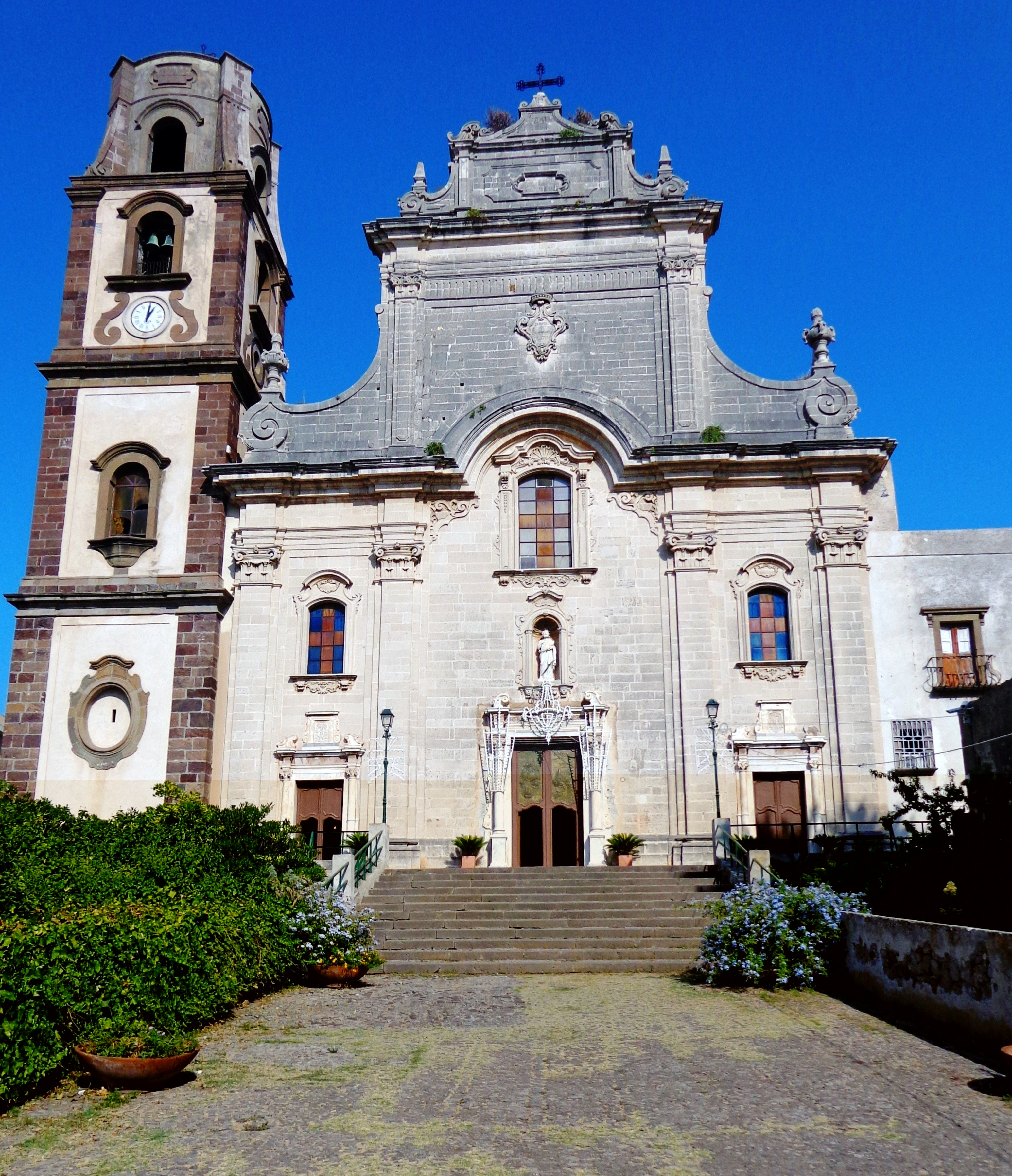
Prospetto e scalinata
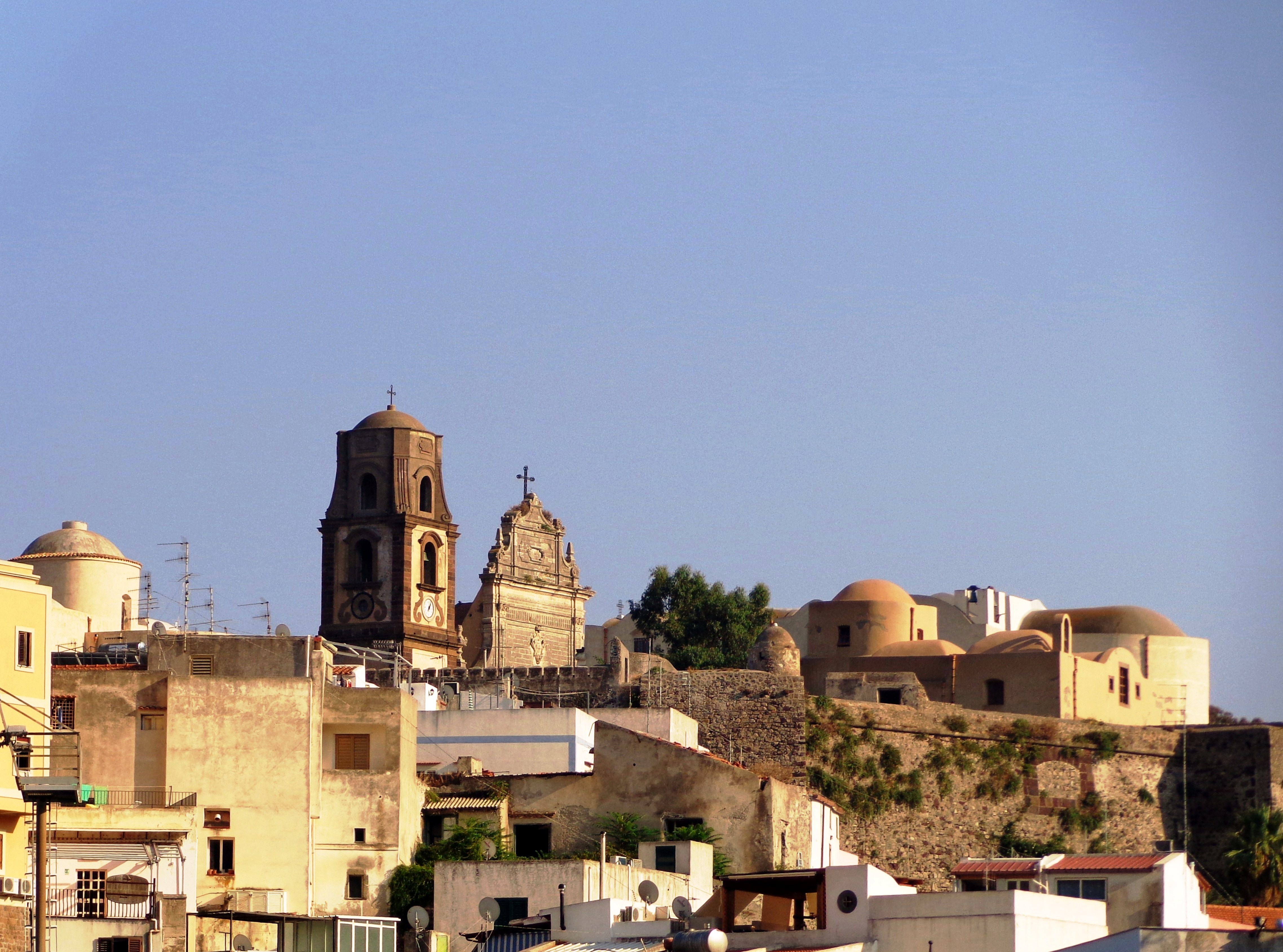
Cittadella fortificata
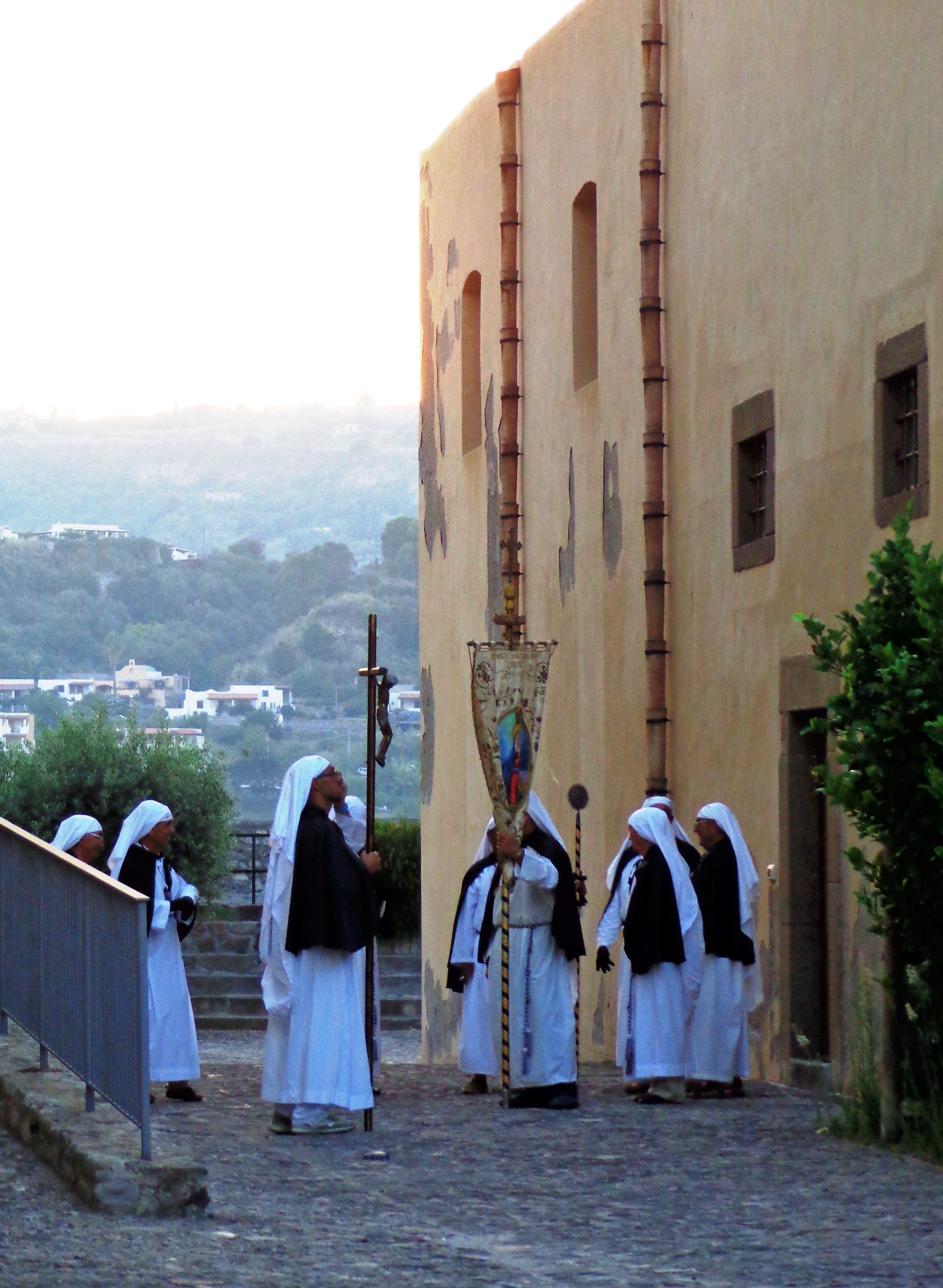
Confraternite
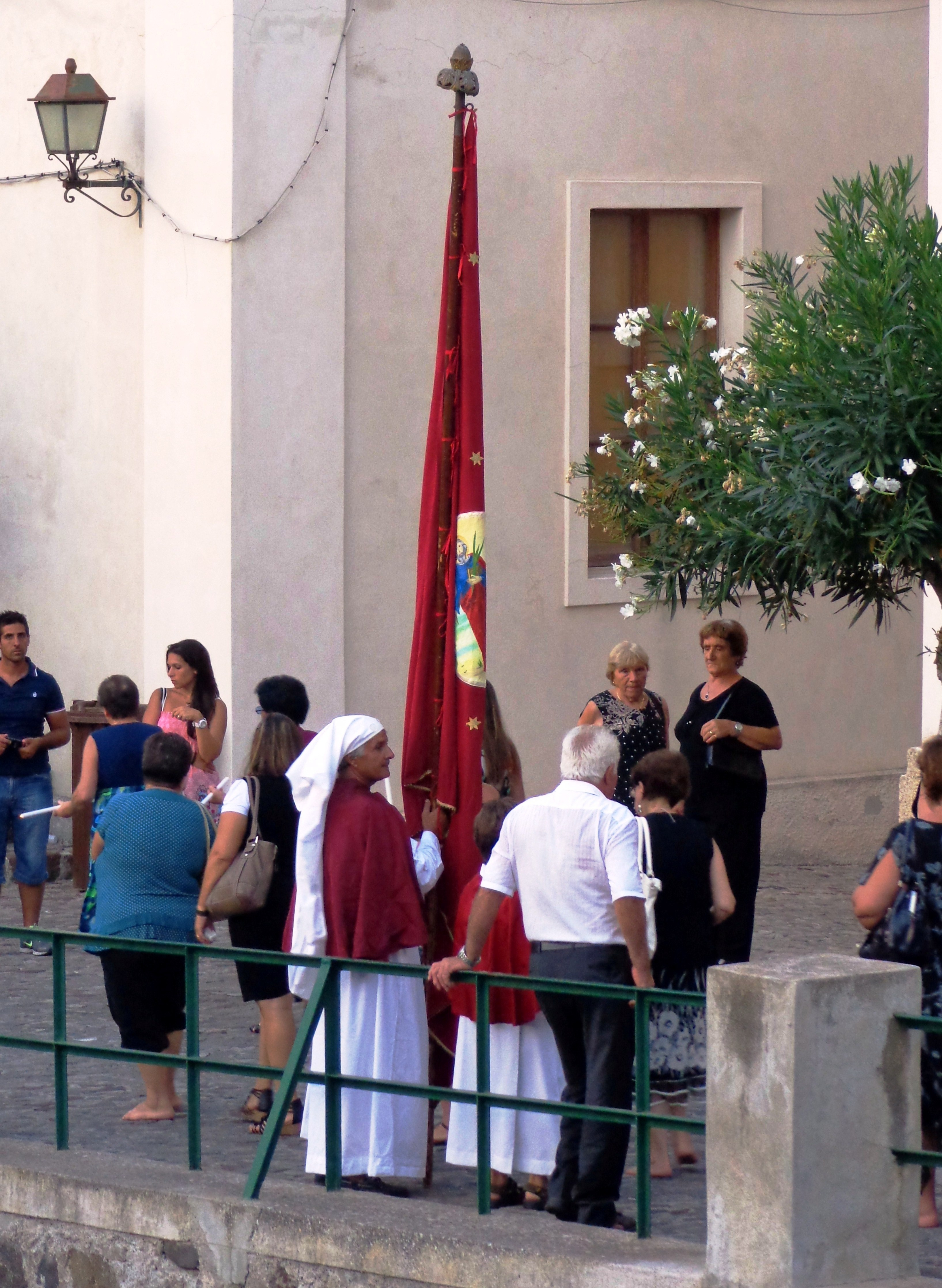
Confraternite
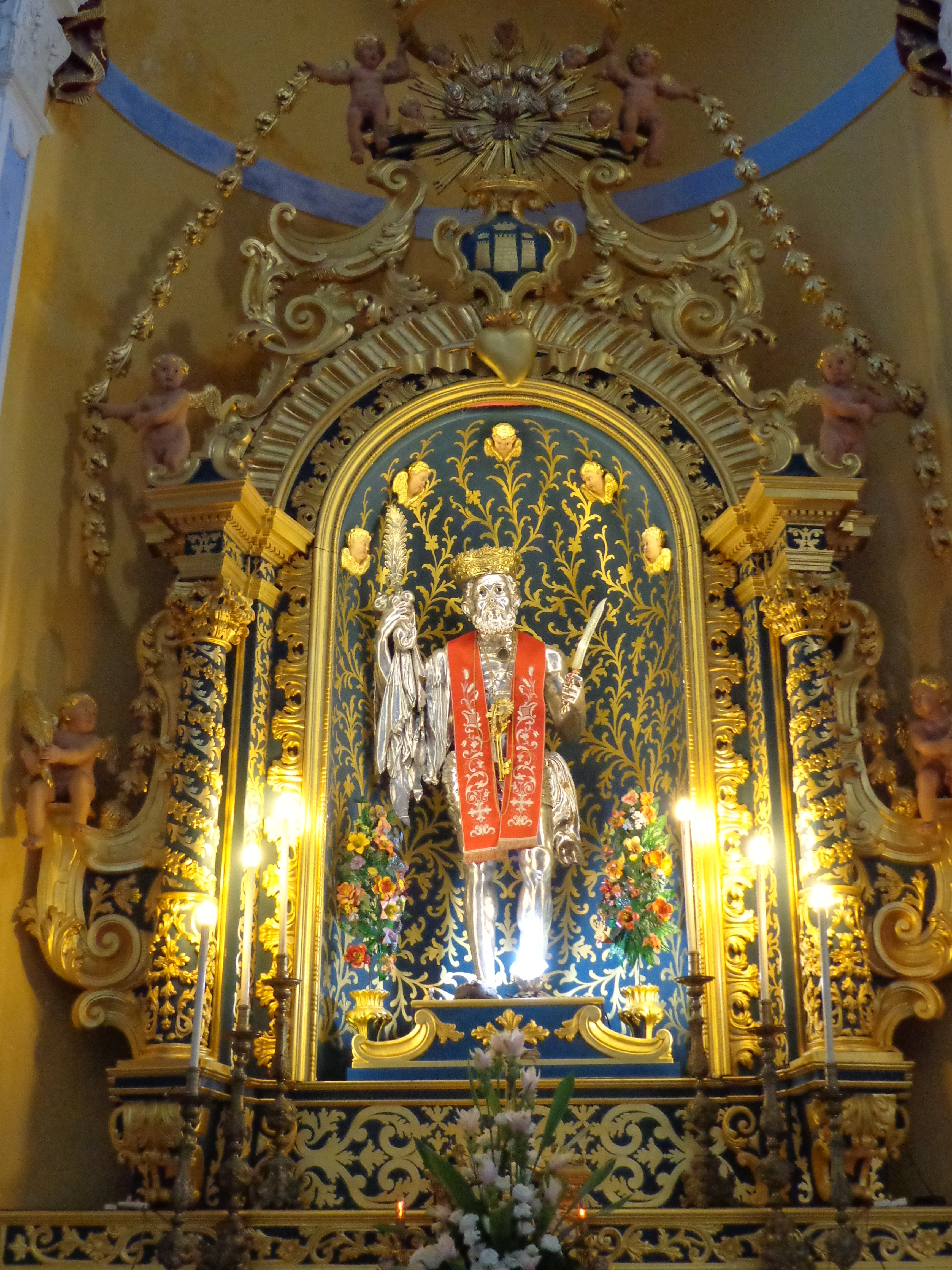
Sopraelevazione altare di San Bartolomeo Apostolo
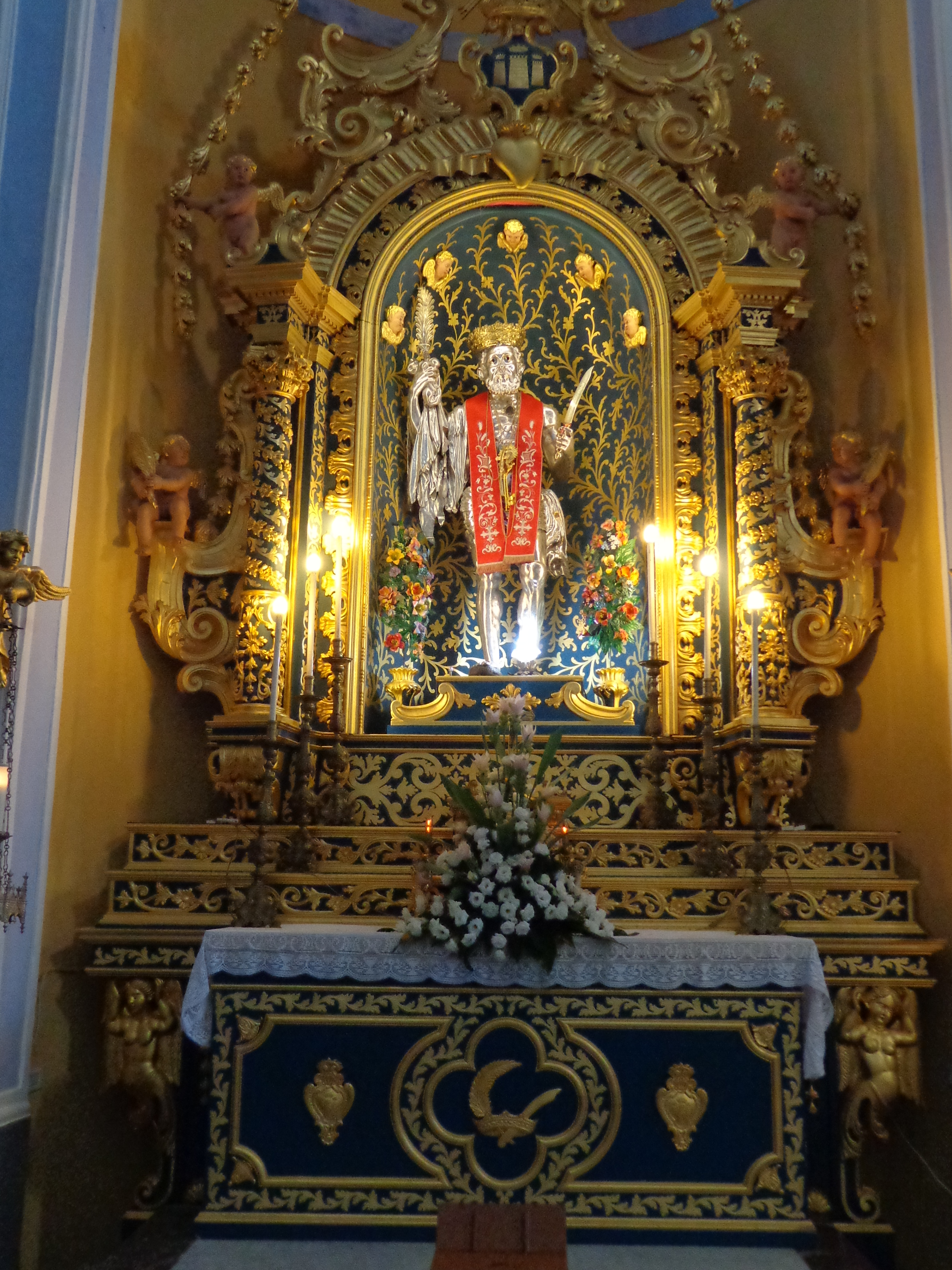
Altare di San Bartolomeo Apostolo
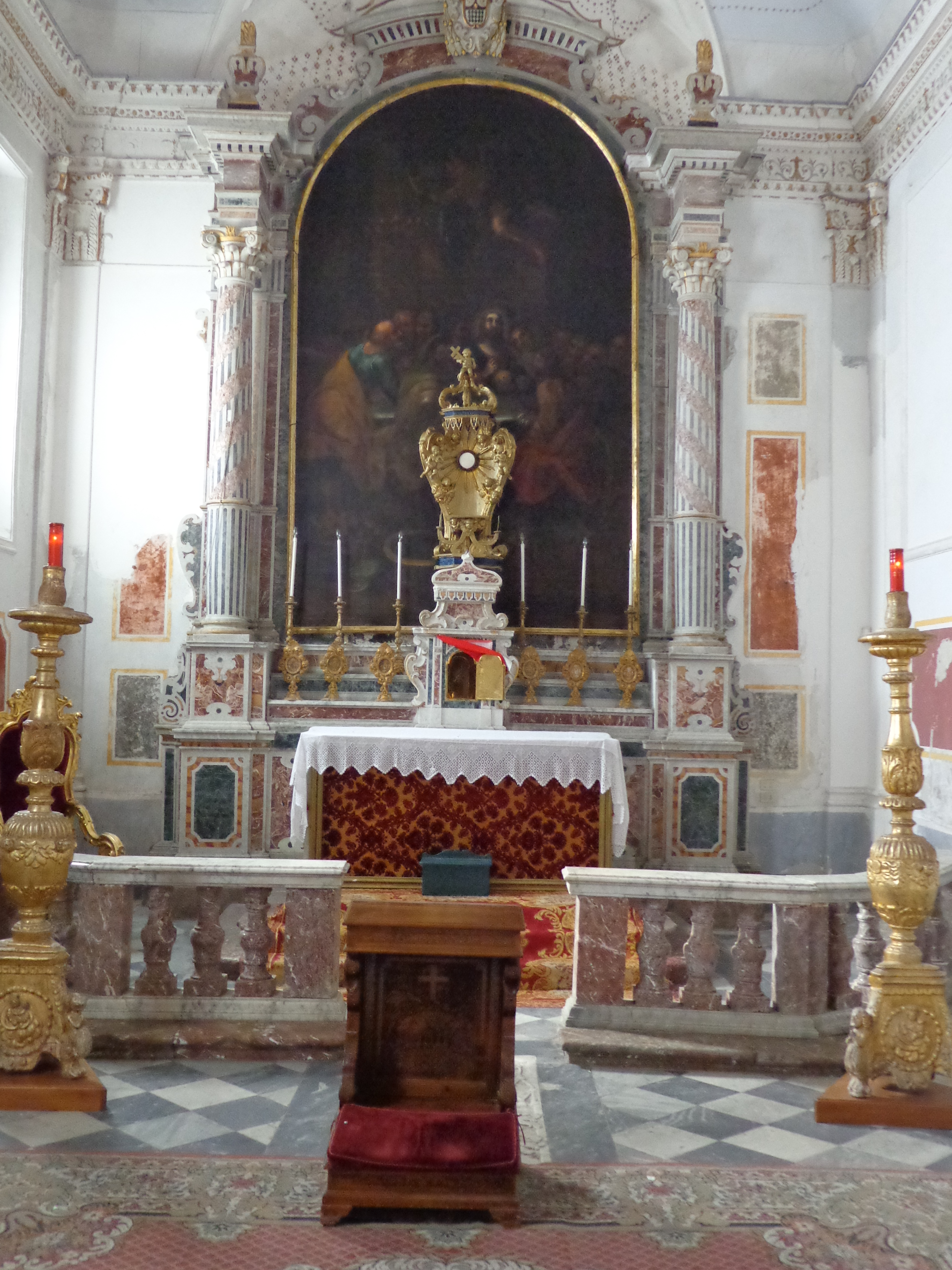
Transetto destro, Cappella del Santissimo Sacramento
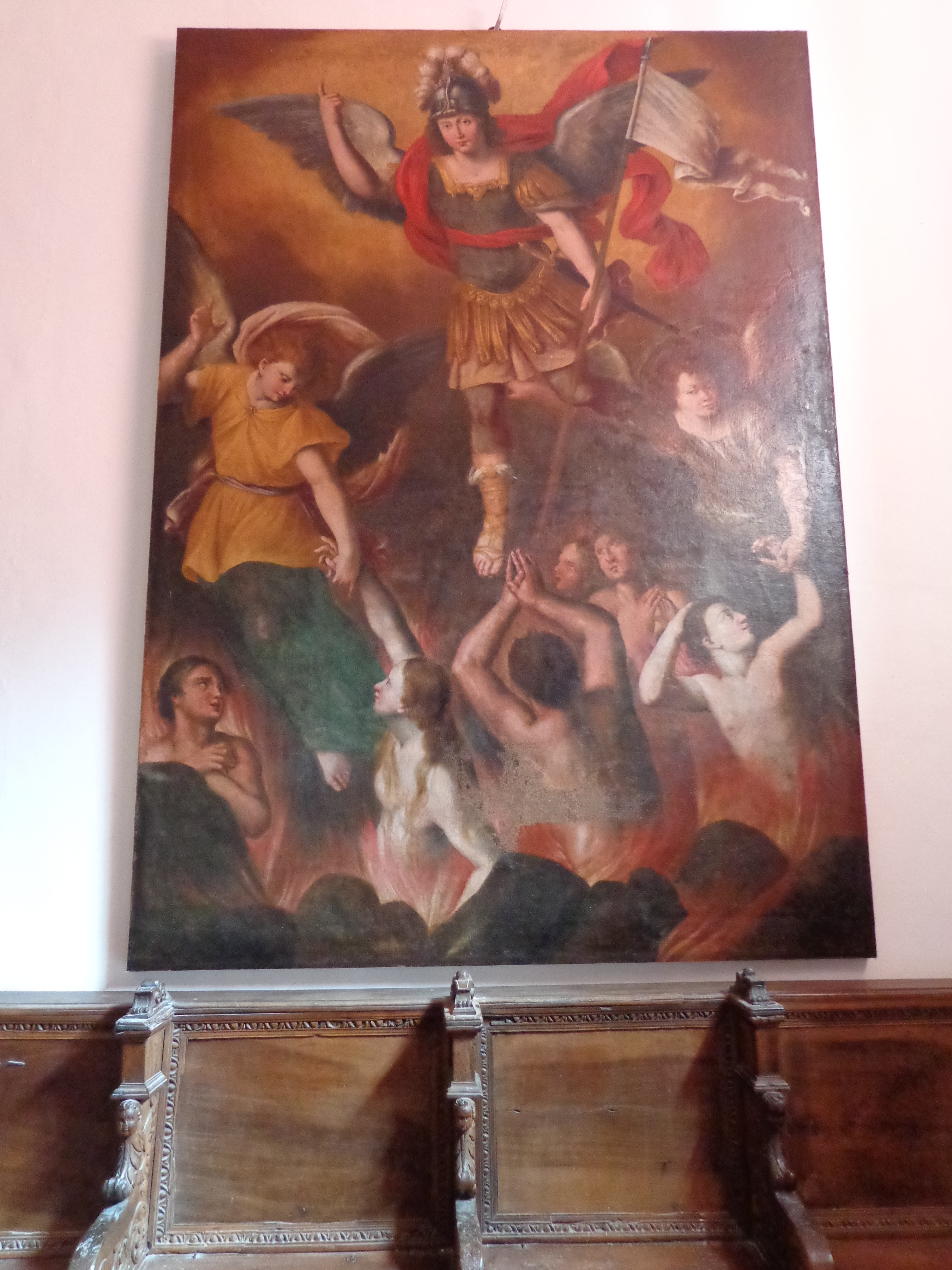
Sacrestia, quadro
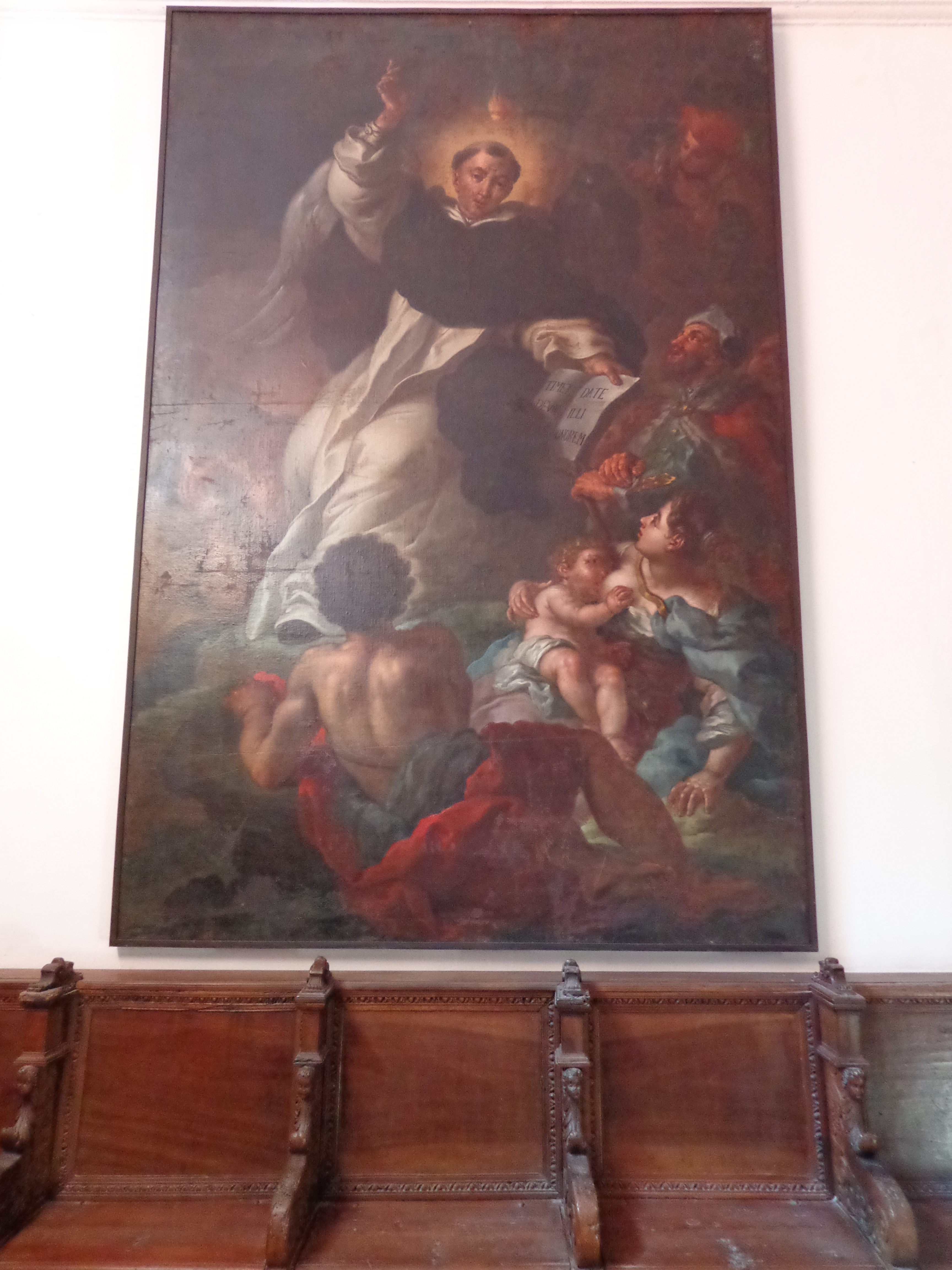
Sacrestia, quadro
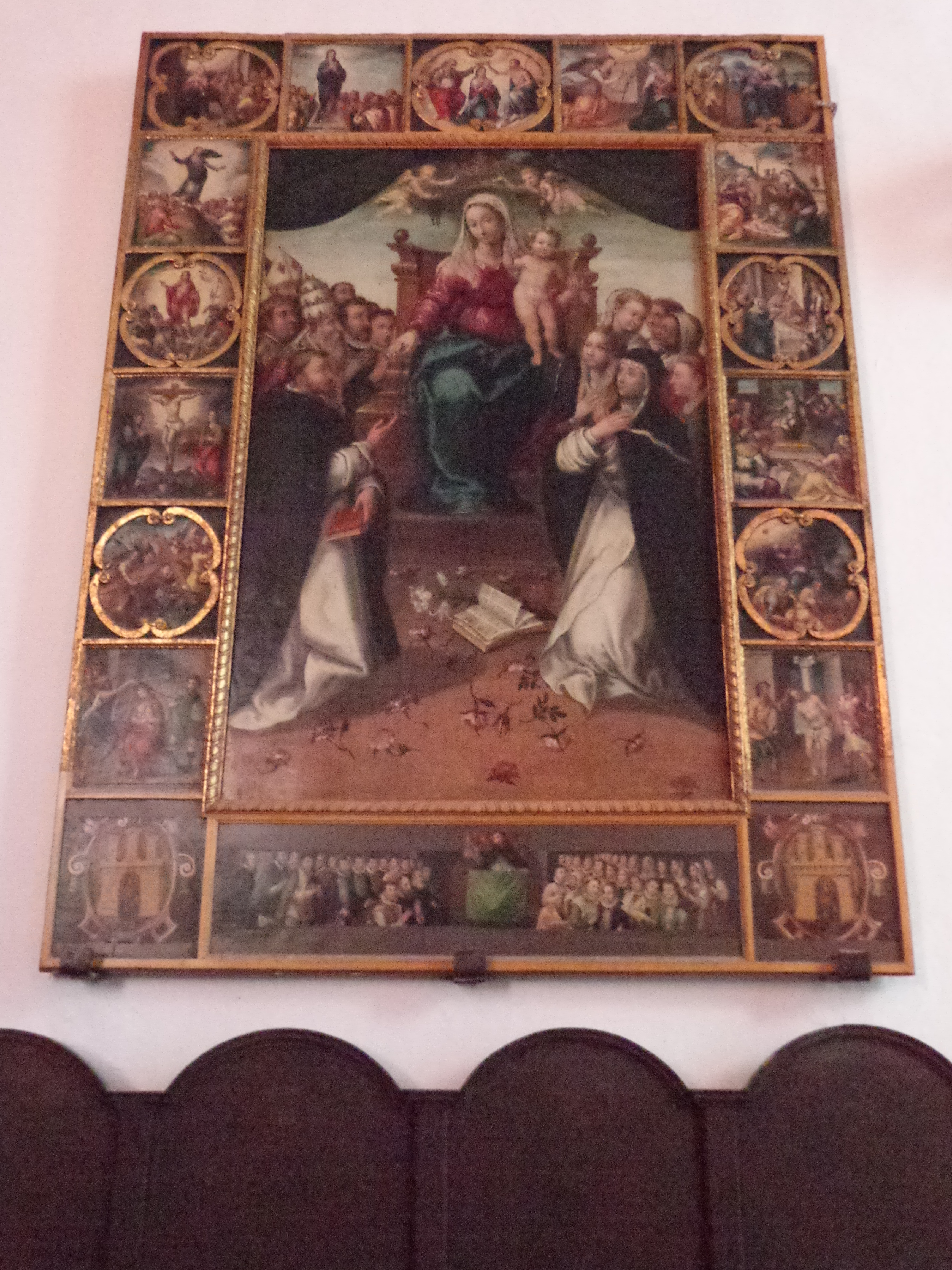
Cappella del Vascello, quadro parete destra
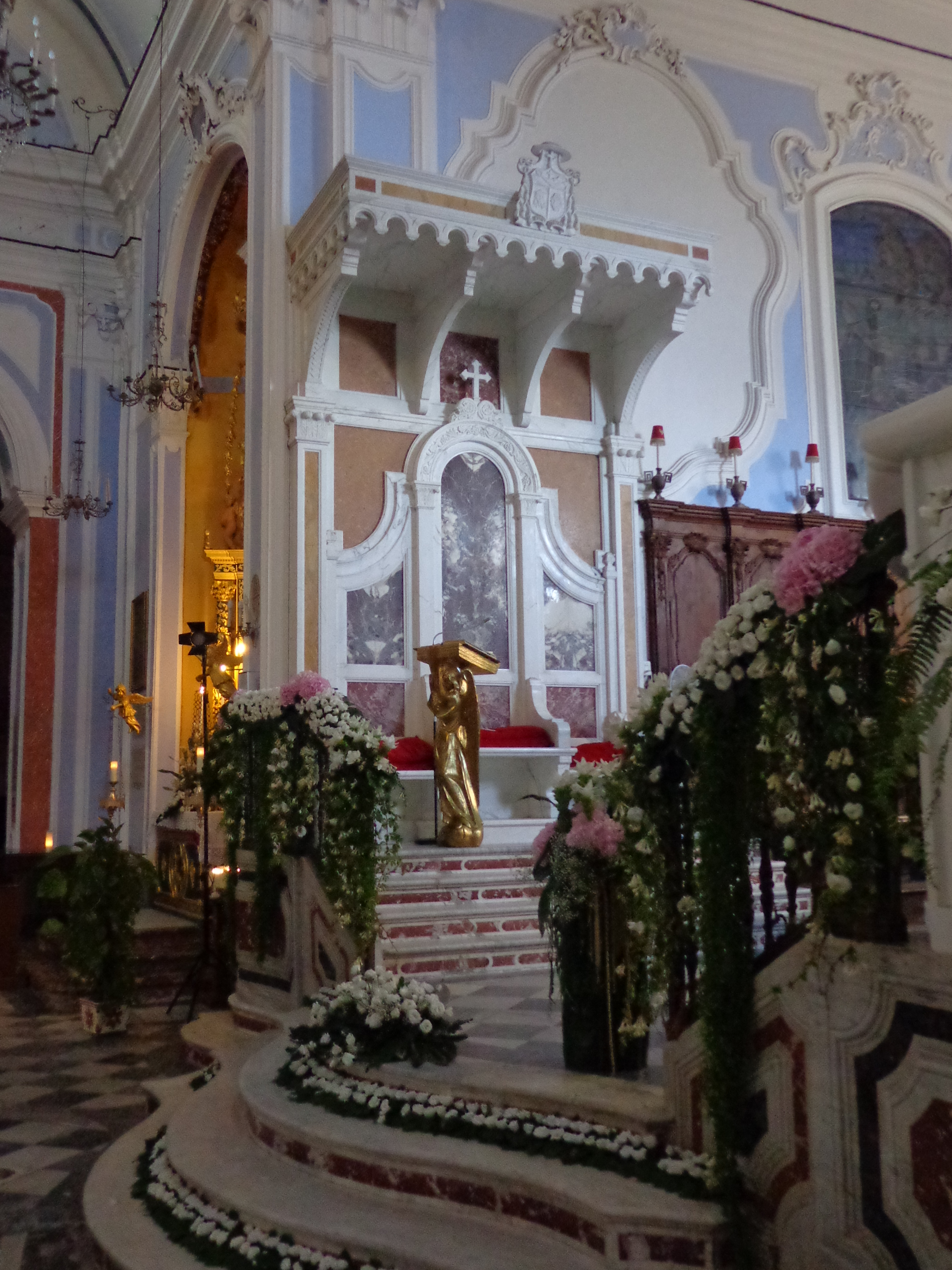
Altare maggiore, Cattedra Vescovile
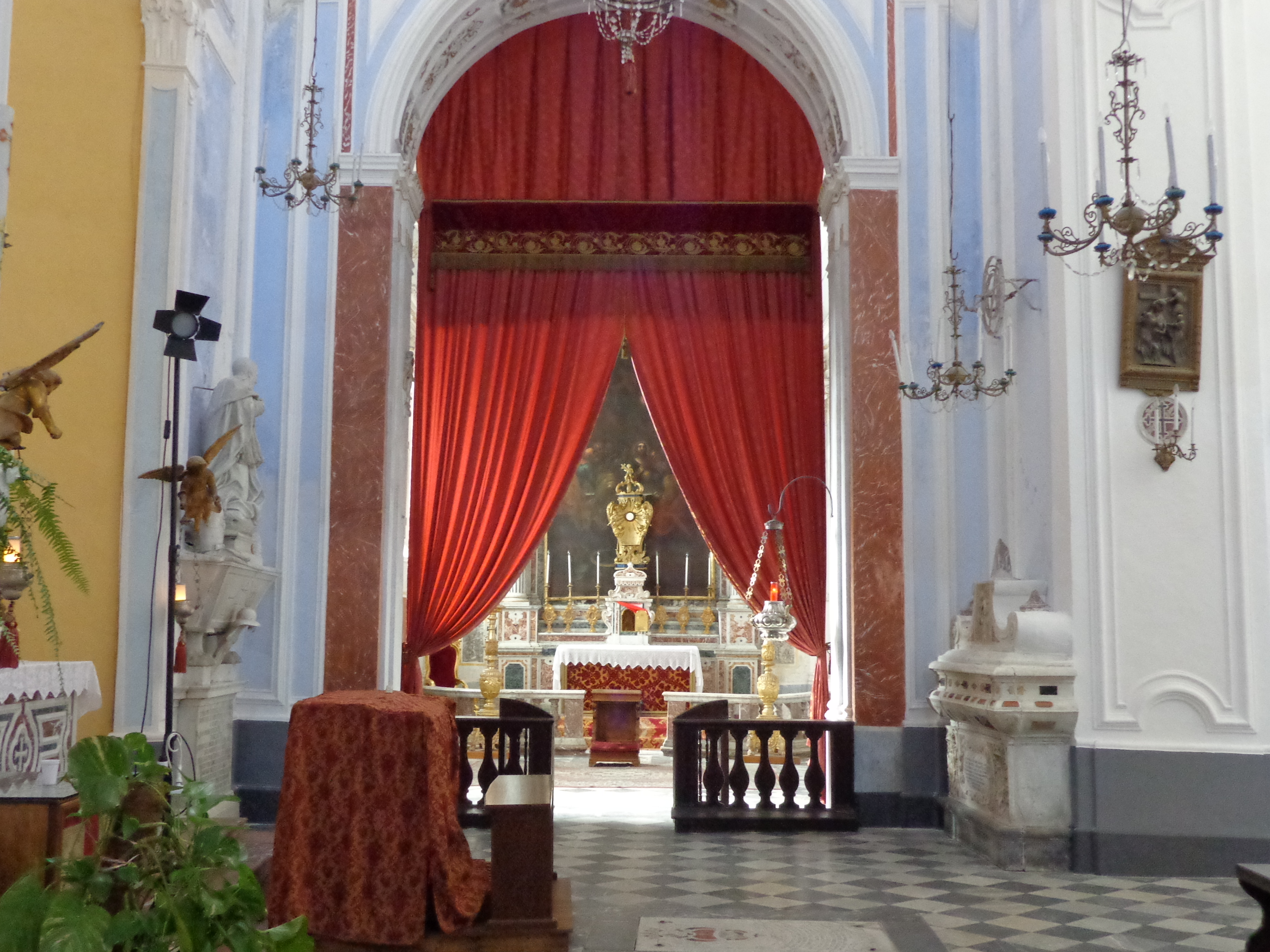
Transetto destro, Cappella del Santissimo Sacramento